# Phase de groupes de la Ligue des champions masculine de l'EHF 2018-2019
Navigation
2017-2018 2019-2020
Cet article détaille les matchs de la phase de groupes de la Ligue des champions masculine de l'EHF 2018-2019 organisée par la Fédération européenne de handball.

## Poules hautes
L'équipe terminant première de sa poule est directement qualifiée pour les quarts de finale, les équipes classées de la 2e à la 6e place sont qualifiées pour les huitièmes de finale et les équipes classées aux 7e et 8e places sont éliminées.

### Groupe A

#### Classement final
|   | Équipe                 | Pts | J  | G  | N | P  | Bp  | Bc  | Diff |  | Résultats (dom.\ext.) | BAR   | VES   | VAR   | KIE   | RNL   | BRE   | MON   | KRI   |
| - | ---------------------- | --- | -- | -- | - | -- | --- | --- | ---- |  | --------------------- | ----- | ----- | ----- | ----- | ----- | ----- | ----- | ----- |
| 1 | FC Barcelone           | 24  | 14 | 12 | 0 | 2  | 486 | 391 | 95   |  | FC Barcelone          |       | 31-28 | 34-26 | 31-27 | 30-25 | 41-32 | 35-27 | 43-26 |
| 2 | Veszprém KSE           | 20  | 14 | 10 | 0 | 4  | 410 | 382 | 28   |  | Veszprém KSE          | 29-26 |       | 24-27 | 29-27 | 28-29 | 28-20 | 25-19 | 36-27 |
| 3 | Vardar Skopje          | 19  | 14 | 9  | 1 | 4  | 406 | 390 | 16   |  | Vardar Skopje         | 26-30 | 27-29 |       | 28-27 | 29-27 | 30-23 | 33-27 | 33-25 |
| 4 | KS Kielce              | 14  | 14 | 7  | 0 | 7  | 439 | 430 | 9    |  | KS Kielce             | 36-42 | 35-36 | 31-27 |       | 35-32 | 33-31 | 27-28 | 33-31 |
| 5 | Rhein-Neckar Löwen     | 14  | 14 | 7  | 0 | 7  | 418 | 410 | 8    |  | Rhein-Neckar Löwen    | 35-34 | 25-29 | 27-30 | 30-29 |       | 33-27 | 37-27 | 36-27 |
| 6 | HC Meshkov Brest       | 9   | 14 | 4  | 1 | 9  | 379 | 419 | -40  |  | HC Meshkov Brest      | 21-29 | 28-29 | 31-31 | 26-35 | 27-24 |       | 26-23 | 32-23 |
| 7 | Montpellier Handball T | 7   | 14 | 3  | 1 | 10 | 377 | 414 | -37  |  | Montpellier Handball  | 28-36 | 29-30 | 24-27 | 26-29 | 31-26 | 29-23 |       | 30-31 |
| 8 | IFK Kristianstad       | 5   | 14 | 2  | 1 | 11 | 396 | 475 | -79  |  | IFK Kristianstad      | 25-44 | 32-29 | 30-31 | 33-34 | 27-32 | 30-32 | 29-29 |       |

Légende
- Directement qualifié pour les quarts de finale
- Qualifié pour les huitièmes de finale
- Éliminé (7e et 8e place)
- T : Tenant du titre

#### Résultats des matchs aller
| 12 septembre 2018 19h00 | Rhein-Neckar Löwen | 35 – 34   | FC Barcelone | SAP Arena, Mannheim Affluence : 6 018 Arbitrage : Nikolov, Nachevski |
| 12 septembre 2018 19h00 | Sigurðsson 6       | (16 – 13) | Gómez 11     | SAP Arena, Mannheim Affluence : 6 018 Arbitrage : Nikolov, Nachevski |
| 12 septembre 2018 19h00 | ×4 ×3              | Rapport   | ×3 ×1        | SAP Arena, Mannheim Affluence : 6 018 Arbitrage : Nikolov, Nachevski |

| 15 septembre 2018 17h30 | Montpellier Handball | 24 – 27   | Vardar Skopje | Palais des sports René-Bougnol, Montpellier Affluence : 3 000 Arbitrage : Baďura, Ondogrecula |
| 15 septembre 2018 17h30 | Kavtičnik 6          | (11 – 12) | Borozan 8     | Palais des sports René-Bougnol, Montpellier Affluence : 3 000 Arbitrage : Baďura, Ondogrecula |
| 15 septembre 2018 17h30 | ×2 ×3                | Rapport   | ×3 ×4         | Palais des sports René-Bougnol, Montpellier Affluence : 3 000 Arbitrage : Baďura, Ondogrecula |

| 15 septembre 2018 18h00 | Veszprém KSE | 29 – 27   | KS Kielce     | Veszprém Aréna, Veszprém Affluence : 5 019 Arbitrage : Gousko, Repkin |
| 15 septembre 2018 18h00 | Gajić 6      | (14 – 13) | Dujshebaev 10 | Veszprém Aréna, Veszprém Affluence : 5 019 Arbitrage : Gousko, Repkin |
| 15 septembre 2018 18h00 | ×3 ×5 ×1     | Rapport   | ×2 ×3         | Veszprém Aréna, Veszprém Affluence : 5 019 Arbitrage : Gousko, Repkin |

| 15 septembre 2018 19h30 | IFK Kristianstad | 30 – 32   | HC Meshkov Brest | Kristianstad Arena, Kristianstad Affluence : 3 368 Arbitrage : Marín, García |
| 15 septembre 2018 19h30 | Henningsson 7    | (16 – 14) | Obranović 7      | Kristianstad Arena, Kristianstad Affluence : 3 368 Arbitrage : Marín, García |
| 15 septembre 2018 19h30 | ×2 ×1            | Rapport   | ×1 ×6            | Kristianstad Arena, Kristianstad Affluence : 3 368 Arbitrage : Marín, García |

| 22 septembre 2018 17h30 | Vardar Skopje | 33 – 25   | IFK Kristianstad | Centre sportif Yané Sandanski, Skopje Affluence : 3 500 Arbitrage : Brunner, Salah |
| 22 septembre 2018 17h30 | Čupić 7       | (19 – 10) | Nyfjäll 5        | Centre sportif Yané Sandanski, Skopje Affluence : 3 500 Arbitrage : Brunner, Salah |
| 22 septembre 2018 17h30 | ×2            | Rapport   | ×3 ×6            | Centre sportif Yané Sandanski, Skopje Affluence : 3 500 Arbitrage : Brunner, Salah |

| 22 septembre 2018 18h00 | KS Kielce             | 35 – 32   | Rhein-Neckar Löwen | Hala Legionów, Kielce Affluence : 4 000 Arbitrage : Santos, Fonseca |
| 22 septembre 2018 18h00 | Cindrić, Dujshebaev 5 | (17 – 17) | Schmid 9           | Hala Legionów, Kielce Affluence : 4 000 Arbitrage : Santos, Fonseca |
| 22 septembre 2018 18h00 | ×1 ×2                 | Rapport   | ×2 ×5              | Hala Legionów, Kielce Affluence : 4 000 Arbitrage : Santos, Fonseca |

| 22 septembre 2018 18h00 | FC Barcelone | 31 – 28   | Veszprém KSE | Palau Blaugrana, Barcelone Affluence : 2 828 Arbitrage : Gjeding, Hansen |
| 22 septembre 2018 18h00 | Mortensen 7  | (17 – 14) | Gajić 8      | Palau Blaugrana, Barcelone Affluence : 2 828 Arbitrage : Gjeding, Hansen |
| 22 septembre 2018 18h00 | ×2 ×6 ×1     | Rapport   | ×2 ×8        | Palau Blaugrana, Barcelone Affluence : 2 828 Arbitrage : Gjeding, Hansen |

| 22 septembre 2018 18h30 | HC Meshkov Brest | 26 – 23   | Montpellier Handball | Universal Sports Complex Victoria, Brest Affluence : 3 500 Arbitrage : Jurinović, Mrvica |
| 22 septembre 2018 18h30 | trois joueurs 4  | (13 – 10) | Porte 6              | Universal Sports Complex Victoria, Brest Affluence : 3 500 Arbitrage : Jurinović, Mrvica |
| 22 septembre 2018 18h30 | ×2               | Rapport   | ×3 ×1                | Universal Sports Complex Victoria, Brest Affluence : 3 500 Arbitrage : Jurinović, Mrvica |

| 26 septembre 2018 19h00 | Rhein-Neckar Löwen | 33 – 27   | HC Meshkov Brest    | SAP Arena, Mannheim Affluence : 2 365 Arbitrage : Lah, Sok |
| 26 septembre 2018 19h00 | Sigurðsson 6       | (18 – 13) | Ivić, Shkurinskiy 7 | SAP Arena, Mannheim Affluence : 2 365 Arbitrage : Lah, Sok |
| 26 septembre 2018 19h00 | ×2                 | Rapport   | ×2 ×3               | SAP Arena, Mannheim Affluence : 2 365 Arbitrage : Lah, Sok |

| 29 septembre 2018 17h30 | Veszprém KSE | 25 – 27   | Vardar Skopje   | Veszprém Aréna, Veszprém Affluence : 5 019 Arbitrage : Geipel, Helbig |
| 29 septembre 2018 17h30 | Gajić 5      | (11 – 13) | trois joueurs 5 | Veszprém Aréna, Veszprém Affluence : 5 019 Arbitrage : Geipel, Helbig |
| 29 septembre 2018 17h30 | ×3 ×8        | Rapport   | ×2 ×1           | Veszprém Aréna, Veszprém Affluence : 5 019 Arbitrage : Geipel, Helbig |

| 29 septembre 2018 19h30 | IFK Kristianstad | 25 – 44   | FC Barcelone | Kristianstad Arena, Kristianstad Affluence : 4 200 Arbitrage : Jørum, Kleven |
| 29 septembre 2018 19h30 | Nilsen 6         | (14 – 19) | Dolenec 7    | Kristianstad Arena, Kristianstad Affluence : 4 200 Arbitrage : Jørum, Kleven |
| 29 septembre 2018 19h30 | ×2 ×3            | Rapport   | ×3           | Kristianstad Arena, Kristianstad Affluence : 4 200 Arbitrage : Jørum, Kleven |

| 30 septembre 2018 19h00 | Montpellier Handball | 26 – 29   | KS Kielce    | Sud de France Arena, Montpellier Affluence : 4 812 Arbitrage : Horáček, Novotný |
| 30 septembre 2018 19h00 | Richardson 6         | (14 – 16) | Dujshebaev 9 | Sud de France Arena, Montpellier Affluence : 4 812 Arbitrage : Horáček, Novotný |
| 30 septembre 2018 19h00 | ×3 ×5                | Rapport   | ×1 ×4        | Sud de France Arena, Montpellier Affluence : 4 812 Arbitrage : Horáček, Novotný |

| 6 octobre 2018 15h00 | HC Meshkov Brest | 28 – 29   | Veszprém KSE | Universal Sports Complex Victoria, Brest Affluence : 3 300 Arbitrage : Caçador, Nicolau |
| 6 octobre 2018 15h00 | Ðukić 5          | (16 – 15) | Štrlek 6     | Universal Sports Complex Victoria, Brest Affluence : 3 300 Arbitrage : Caçador, Nicolau |
| 6 octobre 2018 15h00 | ×3 ×4            | Rapport   | ×2 ×5 ×1     | Universal Sports Complex Victoria, Brest Affluence : 3 300 Arbitrage : Caçador, Nicolau |

| 6 octobre 2018 16h00 | KS Kielce | 33 – 31   | IFK Kristianstad | Hala Legionów, Kielce Affluence : 3 500 Arbitrage : Brkic, Jusufhodzic |
| 6 octobre 2018 16h00 | Moryto 7  | (17 – 12) | Guðmundsson 7    | Hala Legionów, Kielce Affluence : 3 500 Arbitrage : Brkic, Jusufhodzic |
| 6 octobre 2018 16h00 | ×1 ×2     | Rapport   | ×3 ×4            | Hala Legionów, Kielce Affluence : 3 500 Arbitrage : Brkic, Jusufhodzic |

| 6 octobre 2018 16h00 | FC Barcelone | 35 – 27   | Montpellier Handball | Palau Blaugrana, Barcelone Affluence : 2 642 Arbitrage : Elíasson, Pálsson |
| 6 octobre 2018 16h00 | Mortensen 7  | (18 – 13) | Villeminot 6         | Palau Blaugrana, Barcelone Affluence : 2 642 Arbitrage : Elíasson, Pálsson |
| 6 octobre 2018 16h00 | ×1 ×4        | Rapport   | ×2 ×3                | Palau Blaugrana, Barcelone Affluence : 2 642 Arbitrage : Elíasson, Pálsson |

| 6 octobre 2018 17h30 | Vardar Skopje | 29 – 27   | Rhein-Neckar Löwen | Centre sportif Yané Sandanski, Skopje Affluence : 5 500 Arbitrage : Nikolić, Stojković |
| 6 octobre 2018 17h30 | Dibirov 8     | (13 – 15) | Petersson 7        | Centre sportif Yané Sandanski, Skopje Affluence : 5 500 Arbitrage : Nikolić, Stojković |
| 6 octobre 2018 17h30 | ×2 ×3         | Rapport   | ×4 ×1              | Centre sportif Yané Sandanski, Skopje Affluence : 5 500 Arbitrage : Nikolić, Stojković |

| 10 octobre 2018 19h00 | Rhein-Neckar Löwen | 36 – 27   | IFK Kristianstad      | SAP Arena, Mannheim Affluence : 3 082 Arbitrage : Erdoğan, Özdeniz |
| 10 octobre 2018 19h00 | Radivojević 9      | (18 – 14) | Guðmundsson, Nilsen 5 | SAP Arena, Mannheim Affluence : 3 082 Arbitrage : Erdoğan, Özdeniz |
| 10 octobre 2018 19h00 | ×2                 | Rapport   | ×1 ×5 ×2              | SAP Arena, Mannheim Affluence : 3 082 Arbitrage : Erdoğan, Özdeniz |

| 13 octobre 2018 16h00 | HC Meshkov Brest | 21 – 29   | FC Barcelone    | Universal Sports Complex Victoria, Brest Affluence : 3 500 Arbitrage : Pavićević, Ražnatović |
| 13 octobre 2018 16h00 | Obranović 5      | (14 – 15) | trois joueurs 5 | Universal Sports Complex Victoria, Brest Affluence : 3 500 Arbitrage : Pavićević, Ražnatović |
| 13 octobre 2018 16h00 | ×3 ×4            | Rapport   | ×3 ×5           | Universal Sports Complex Victoria, Brest Affluence : 3 500 Arbitrage : Pavićević, Ražnatović |

| 13 octobre 2018 17h30 | Montpellier Handball | 29 – 30   | Veszprém KSE | Sud de France Arena, Montpellier Affluence : 5 000 Arbitrage : Gubica, Milošević |
| 13 octobre 2018 17h30 | Richardson 7         | (16 – 14) | Štrlek 6     | Sud de France Arena, Montpellier Affluence : 5 000 Arbitrage : Gubica, Milošević |
| 13 octobre 2018 17h30 | ×3 ×4                | Rapport   | ×6           | Sud de France Arena, Montpellier Affluence : 5 000 Arbitrage : Gubica, Milošević |

| 14 octobre 2018 17h00 | KS Kielce | 31 – 27   | Vardar Skopje    | Hala Legionów, Kielce Affluence : 4 100 Arbitrage : Mažeika, Gatelis |
| 14 octobre 2018 17h00 | Cindrić 8 | (16 – 15) | Dibirov, Skube 6 | Hala Legionów, Kielce Affluence : 4 100 Arbitrage : Mažeika, Gatelis |
| 14 octobre 2018 17h00 | ×3 ×6 ×1  | Rapport   | ×3 ×4 ×1         | Hala Legionów, Kielce Affluence : 4 100 Arbitrage : Mažeika, Gatelis |

| 3 novembre 2018 17h30 | Vardar Skopje | 30 – 23   | HC Meshkov Brest | Centre sportif Yané Sandanski, Skopje Affluence : 4 500 Arbitrage : Horáček, Novotný |
| 3 novembre 2018 17h30 | Karačić 11    | (14 – 14) | Shkurinskiy 5    | Centre sportif Yané Sandanski, Skopje Affluence : 4 500 Arbitrage : Horáček, Novotný |
| 3 novembre 2018 17h30 | ×3            | Rapport   | ×3               | Centre sportif Yané Sandanski, Skopje Affluence : 4 500 Arbitrage : Horáček, Novotný |

| 3 novembre 2018 17h30 | Veszprém KSE | 28 – 29   | Rhein-Neckar Löwen | Veszprém Aréna, Veszprém Affluence : 5 000 Arbitrage : Baďura, Ondogrecula |
| 3 novembre 2018 17h30 | Mahé 5       | (12 – 15) | trois joueurs 6    | Veszprém Aréna, Veszprém Affluence : 5 000 Arbitrage : Baďura, Ondogrecula |
| 3 novembre 2018 17h30 | ×3 ×1        | Rapport   | ×2                 | Veszprém Aréna, Veszprém Affluence : 5 000 Arbitrage : Baďura, Ondogrecula |

| 3 novembre 2018 19h30 | IFK Kristianstad | 29 – 29   | Montpellier Handball | Kristianstad Arena, Kristianstad Affluence : 3 848 Arbitrage : Nikolić, Stojković |
| 3 novembre 2018 19h30 | Halén 6          | (12 – 17) | Richardson 7         | Kristianstad Arena, Kristianstad Affluence : 3 848 Arbitrage : Nikolić, Stojković |
| 3 novembre 2018 19h30 | ×2 ×1            | Rapport   | ×4 ×3                | Kristianstad Arena, Kristianstad Affluence : 3 848 Arbitrage : Nikolić, Stojković |

| 4 novembre 2018 19h00 | FC Barcelone | 31 – 27   | KS Kielce    | Palau Blaugrana, Barcelone Affluence : 3 239 Arbitrage : Jurinović, Mrvica |
| 4 novembre 2018 19h00 | Gómez 7      | (14 – 11) | Dujshebaev 6 | Palau Blaugrana, Barcelone Affluence : 3 239 Arbitrage : Jurinović, Mrvica |
| 4 novembre 2018 19h00 | ×2 ×1        | Rapport   | ×2 ×1        | Palau Blaugrana, Barcelone Affluence : 3 239 Arbitrage : Jurinović, Mrvica |

| 7 novembre 2018 19h00 | Rhein-Neckar Löwen | 37 – 27   | Montpellier Handball | SAP Arena, Mannheim Affluence : 3 285 Arbitrage : Madsen, Mortensen |
| 7 novembre 2018 19h00 | Sigurðsson 11      | (16 – 13) | Richardson 10        | SAP Arena, Mannheim Affluence : 3 285 Arbitrage : Madsen, Mortensen |
| 7 novembre 2018 19h00 | ×2 ×3              | Rapport   | ×1 ×2                | SAP Arena, Mannheim Affluence : 3 285 Arbitrage : Madsen, Mortensen |

| 10 novembre 2018 15h00 | HC Meshkov Brest   | 26 – 35   | KS Kielce | Universal Sports Complex Victoria, Brest Affluence : 3 250 Arbitrage : Brunovský, Čanda |
| 10 novembre 2018 15h00 | Kulak, Selvasiuk 4 | (13 – 15) | Janc 8    | Universal Sports Complex Victoria, Brest Affluence : 3 250 Arbitrage : Brunovský, Čanda |
| 10 novembre 2018 15h00 | ×3 ×1              | Rapport   | ×3 ×4     | Universal Sports Complex Victoria, Brest Affluence : 3 250 Arbitrage : Brunovský, Čanda |

| 10 novembre 2018 19h30 | IFK Kristianstad | 32 – 29   | Veszprém KSE | Kristianstad Arena, Kristianstad Affluence : 3 786 Arbitrage : Lah, Sok |
| 10 novembre 2018 19h30 | Guðmundsson 7    | (14 – 15) | Mahé 4       | Kristianstad Arena, Kristianstad Affluence : 3 786 Arbitrage : Lah, Sok |
| 10 novembre 2018 19h30 | ×3 ×6            | Rapport   | ×2 ×3        | Kristianstad Arena, Kristianstad Affluence : 3 786 Arbitrage : Lah, Sok |

| 11 novembre 2018 17h00 | Vardar Skopje | 26 – 30  | FC Barcelone | Centre sportif Yané Sandanski, Skopje Affluence : 5 500 Arbitrage : Santos, Fonseca |
| 11 novembre 2018 17h00 | Dibirov 6     | (9 – 13) | Mem 8        | Centre sportif Yané Sandanski, Skopje Affluence : 5 500 Arbitrage : Santos, Fonseca |
| 11 novembre 2018 17h00 | ×1 ×2         | Rapport  | ×2 ×3        | Centre sportif Yané Sandanski, Skopje Affluence : 5 500 Arbitrage : Santos, Fonseca |

#### Classement à l'issue de matchs aller
|   | Équipe                 | Pts | J | G | N | P | Bp  | Bc  | Diff |
| - | ---------------------- | --- | - | - | - | - | --- | --- | ---- |
| 1 | FC Barcelone           | 12  | 7 | 6 | 0 | 1 | 234 | 189 | 45   |
| 2 | Rhein-Neckar Löwen     | 10  | 7 | 5 | 0 | 2 | 229 | 207 | 22   |
| 3 | KS Kielce              | 10  | 7 | 5 | 0 | 2 | 217 | 202 | 15   |
| 4 | Vardar Skopje          | 10  | 7 | 5 | 0 | 2 | 199 | 185 | 14   |
| 5 | Veszprém KSE           | 6   | 7 | 3 | 0 | 4 | 198 | 203 | -5   |
| 6 | HC Meshkov Brest       | 4   | 7 | 2 | 0 | 5 | 183 | 209 | -26  |
| 7 | IFK Kristianstad       | 3   | 7 | 1 | 1 | 5 | 199 | 236 | -37  |
| 8 | Montpellier Handball T | 1   | 7 | 0 | 1 | 6 | 185 | 213 | -28  |

#### Résultats des matchs retour
| 14 novembre 2018 20h45 | Montpellier Handball | 31 – 26   | Rhein-Neckar Löwen | Sud de France Arena, Montpellier Affluence : 3 000 Arbitrage : Pavićević, Ražnatović |
| 14 novembre 2018 20h45 | Guigou, Richardson 7 | (16 – 12) | Tollbring 6        | Sud de France Arena, Montpellier Affluence : 3 000 Arbitrage : Pavićević, Ražnatović |
| 14 novembre 2018 20h45 | ×1 ×3                | Rapport   | ×1 ×4 ×1           | Sud de France Arena, Montpellier Affluence : 3 000 Arbitrage : Pavićević, Ražnatović |

| 17 novembre 2018 17h30 | Veszprém KSE | 36 – 27   | IFK Kristianstad | Veszprém Aréna, Veszprém Affluence : 5 019 Arbitrage : Pavićević, Ražnatović |
| 17 novembre 2018 17h30 | Tønnesen 8   | (20 – 14) | Chrintz 8        | Veszprém Aréna, Veszprém Affluence : 5 019 Arbitrage : Pavićević, Ražnatović |
| 17 novembre 2018 17h30 | ×2 ×6        | Rapport   | ×3 ×2            | Veszprém Aréna, Veszprém Affluence : 5 019 Arbitrage : Pavićević, Ražnatović |

| 17 novembre 2018 18h00 | KS Kielce     | 34 – 31   | Meshkov Brest | Hala Legionów, Kielce Affluence : 4 100 Arbitrage : Nikolić, Stojković |
| 17 novembre 2018 18h00 | Dujshebaev 10 | (17 – 16) | Shkurinskiy 7 | Hala Legionów, Kielce Affluence : 4 100 Arbitrage : Nikolić, Stojković |
| 17 novembre 2018 18h00 | ×2 ×4         | Rapport   | ×2 ×4         | Hala Legionów, Kielce Affluence : 4 100 Arbitrage : Nikolić, Stojković |

| 17 novembre 2018 19h00 | FC Barcelone | 34 – 26   | Vardar Skopje | Palau Blaugrana, Barcelone Affluence : 3 874 Arbitrage : Sondors, Līcis |
| 17 novembre 2018 19h00 | Mortensen 8  | (16 – 15) | Čupić 5       | Palau Blaugrana, Barcelone Affluence : 3 874 Arbitrage : Sondors, Līcis |
| 17 novembre 2018 19h00 | ×2 ×5        | Rapport   | ×2 ×7         | Palau Blaugrana, Barcelone Affluence : 3 874 Arbitrage : Sondors, Līcis |

| 21 novembre 2018 19h00 | Rhein-Neckar Löwen | 25 – 29   | Veszprém KSE | SAP Arena, Mannheim Affluence : 3 555 Arbitrage : Jurinović, Mrvica |
| 21 novembre 2018 19h00 | Larsen 6           | (13 – 14) | Mahé 7       | SAP Arena, Mannheim Affluence : 3 555 Arbitrage : Jurinović, Mrvica |
| 21 novembre 2018 19h00 | ×3 ×2              | Rapport   | ×3           | SAP Arena, Mannheim Affluence : 3 555 Arbitrage : Jurinović, Mrvica |

| 24 novembre 2018 15h00 | Meshkov Brest | 31 – 31   | Vardar Skopje | Universal Sports Complex Victoria, Brest Affluence : 3 200 Arbitrage : Gjeding, Hansen |
| 24 novembre 2018 15h00 | Ðukić 7       | (14 – 13) | Krištopāns 8  | Universal Sports Complex Victoria, Brest Affluence : 3 200 Arbitrage : Gjeding, Hansen |
| 24 novembre 2018 15h00 | ×2 ×5         | Rapport   | ×1 ×5 ×1      | Universal Sports Complex Victoria, Brest Affluence : 3 200 Arbitrage : Gjeding, Hansen |

| 24 novembre 2018 18h00 | KS Kielce | 36 – 42   | FC Barcelone        | Hala Legionów, Kielce Affluence : 4 200 Arbitrage : Pichon, Reveret |
| 24 novembre 2018 18h00 | Kulesh 6  | (15 – 18) | Duarte, Mortensen 9 | Hala Legionów, Kielce Affluence : 4 200 Arbitrage : Pichon, Reveret |
| 24 novembre 2018 18h00 | ×2        | Rapport   | ×3 ×1               | Hala Legionów, Kielce Affluence : 4 200 Arbitrage : Pichon, Reveret |

| 25 novembre 2018 17h00 | Montpellier Handball | 30 – 31   | IFK Kristianstad       | Palais des sports René-Bougnol, Montpellier Affluence : 5 200 Arbitrage : Caçador, Nicolau |
| 25 novembre 2018 17h00 | Richardson 11        | (16 – 16) | Chrintz, Moen Nilsen 8 | Palais des sports René-Bougnol, Montpellier Affluence : 5 200 Arbitrage : Caçador, Nicolau |
| 25 novembre 2018 17h00 | ×2 ×3                | Rapport   | ×2 ×5                  | Palais des sports René-Bougnol, Montpellier Affluence : 5 200 Arbitrage : Caçador, Nicolau |

| 1er décembre 2018 17h30 | Vardar Skopje | 28 – 27   | KS Kielce    | Centre sportif Yané Sandanski, Skopje Affluence : 5 500 Arbitrage : Zotin, Volodkov |
| 1er décembre 2018 17h30 | Krištopāns 6  | (14 – 11) | Dujshebaev 6 | Centre sportif Yané Sandanski, Skopje Affluence : 5 500 Arbitrage : Zotin, Volodkov |
| 1er décembre 2018 17h30 | ×3            | Rapport   | ×2 ×4        | Centre sportif Yané Sandanski, Skopje Affluence : 5 500 Arbitrage : Zotin, Volodkov |

| 1er décembre 2018 18h30 | IFK Kristianstad | 27 – 32   | Rhein-Neckar Löwen | Kristianstad Arena, Kristianstad Affluence : 4 326 Arbitrage : Sondors, Līcis |
| 1er décembre 2018 18h30 | Chrintz 6        | (13 – 18) | Schmid 10          | Kristianstad Arena, Kristianstad Affluence : 4 326 Arbitrage : Sondors, Līcis |
| 1er décembre 2018 18h30 | ×3               | Rapport   | ×3 ×4              | Kristianstad Arena, Kristianstad Affluence : 4 326 Arbitrage : Sondors, Līcis |

| 2 décembre 2018 16h30 | FC Barcelone       | 41 – 32   | Meshkov Brest | Palau Blaugrana, Barcelone Affluence : 3 344 Arbitrage : Erdoğan, Özdeniz |
| 2 décembre 2018 16h30 | N'Guessan, Tomás 6 | (22 – 17) | Ivić 6        | Palau Blaugrana, Barcelone Affluence : 3 344 Arbitrage : Erdoğan, Özdeniz |
| 2 décembre 2018 16h30 | ×2                 | Rapport   | ×2 ×5         | Palau Blaugrana, Barcelone Affluence : 3 344 Arbitrage : Erdoğan, Özdeniz |

| 2 décembre 2018 19h00 | Veszprém KSE | 25 – 19   | Montpellier Handball | Veszprém Aréna, Veszprém Affluence : 5 019 Arbitrage : Brunner, Salah |
| 2 décembre 2018 19h00 | Nilsson 6    | (15 – 11) | Richardson 9         | Veszprém Aréna, Veszprém Affluence : 5 019 Arbitrage : Brunner, Salah |
| 2 décembre 2018 19h00 | ×3 ×2 ×1     | Rapport   | ×4 ×2                | Veszprém Aréna, Veszprém Affluence : 5 019 Arbitrage : Brunner, Salah |

| 6 février 2019 19h00 | Rhein-Neckar Löwen | 27 – 30   | Vardar Skopje    | SAP Arena, Mannheim Affluence : 4 149 Arbitrage : Pichon, Reveret |
| 6 février 2019 19h00 | Andy Schmid 9      | (12 – 16) | Timour Dibirov 7 | SAP Arena, Mannheim Affluence : 4 149 Arbitrage : Pichon, Reveret |
| 6 février 2019 19h00 | ×2 ×3              | Rapport   | ×2 ×3            | SAP Arena, Mannheim Affluence : 4 149 Arbitrage : Pichon, Reveret |

| 9 février 2019 17h30 | Montpellier Handball | 29 – 23   | HC Meshkov Brest | Sud de France Arena, Montpellier Affluence : 2 900 Arbitrage : Nikolov, Nachevski |
| 9 février 2019 17h30 | Melvyn Richardson 8  | (15 – 11) | Maksim Baranau 4 | Sud de France Arena, Montpellier Affluence : 2 900 Arbitrage : Nikolov, Nachevski |
| 9 février 2019 17h30 | ×2 ×6                | Rapport   | ×2 ×6 ×1         | Sud de France Arena, Montpellier Affluence : 2 900 Arbitrage : Nikolov, Nachevski |

| 9 février 2019 17h30 | Veszprém KSE     | 29 – 26   | FC Barcelone    | Veszprém Aréna, Veszprém Affluence : 5 019 Arbitrage : Kurtagic, Wetterwik |
| 9 février 2019 17h30 | quatre joueurs 4 | (15 – 15) | trois joueurs 4 | Veszprém Aréna, Veszprém Affluence : 5 019 Arbitrage : Kurtagic, Wetterwik |
| 9 février 2019 17h30 | ×3               | Rapport   | ×1              | Veszprém Aréna, Veszprém Affluence : 5 019 Arbitrage : Kurtagic, Wetterwik |

| 9 février 2019 19h00 | IFK Kristianstad | 33 – 34   | KS Kielce         | Kristianstad Arena, Kristianstad Affluence : 3 812 Arbitrage : Gubica, Milošević |
| 9 février 2019 19h00 | quatre joueurs 5 | (15 – 16) | Michał Jurecki 11 | Kristianstad Arena, Kristianstad Affluence : 3 812 Arbitrage : Gubica, Milošević |
| 9 février 2019 19h00 | ×3 ×4            | Rapport   | ×1 ×2             | Kristianstad Arena, Kristianstad Affluence : 3 812 Arbitrage : Gubica, Milošević |

| 16 février 2019 17h30 | Vardar Skopje         | 27-29   | Veszprém KSE | Centre sportif Yané Sandanski, Skopje Arbitrage : Caçador, Nicolau |
| 16 février 2019 17h30 | Christian Dissinger 5 | (16-11) | Máté Lékai 7 | Centre sportif Yané Sandanski, Skopje Arbitrage : Caçador, Nicolau |
| 16 février 2019 17h30 | ×2 ×4                 | Rapport | ×2 ×6        | Centre sportif Yané Sandanski, Skopje Arbitrage : Caçador, Nicolau |

| 16 février 2019 17h30 | HC Meshkov Brest      | 27-24   | Rhein-Neckar Löwen | Universal Sports Complex Victoria, Brest Arbitrage : Mažeika, Gatelis |
| 16 février 2019 17h30 | Alexander Shkurinskiy | (15-12) | Schmid, Sigurðsson | Universal Sports Complex Victoria, Brest Arbitrage : Mažeika, Gatelis |
| 16 février 2019 17h30 | ×3 ×2 ×1              | Rapport | ×2                 | Universal Sports Complex Victoria, Brest Arbitrage : Mažeika, Gatelis |

| 16 février 2019 18h00 | KS Kielce       | 27-28   | Montpellier Handball   | Hala Legionów, Kielce Affluence : 4 000 Arbitrage : Marín, García |
| 16 février 2019 18h00 | trois joueurs 4 | (11-14) | Grébille, Richardson 6 | Hala Legionów, Kielce Affluence : 4 000 Arbitrage : Marín, García |
| 16 février 2019 18h00 | ×3 ×1           | Rapport | ×1 ×5                  | Hala Legionów, Kielce Affluence : 4 000 Arbitrage : Marín, García |

| 17 février 2019 19h30 | FC Barcelone     | 43-26   | IFK Kristianstad | Palau Blaugrana, Barcelone Affluence : 3 479 Arbitrage : Madsen, Mortensen |
| 17 février 2019 19h30 | Gómez, Syprzak 6 | (21-12) | Anton Halén 5    | Palau Blaugrana, Barcelone Affluence : 3 479 Arbitrage : Madsen, Mortensen |
| 17 février 2019 19h30 | ×1               | Rapport | ×2 ×4            | Palau Blaugrana, Barcelone Affluence : 3 479 Arbitrage : Madsen, Mortensen |

| 20 février 2019 19h00 | Rhein-Neckar Löwen | 30-29   | KS Kielce           | SAP Arena, Mannheim Affluence : 4 067 Arbitrage : Gjeding, Hansen |
| 20 février 2019 19h00 | Andy Schmid 8      | (18-14) | Julen Aguinagalde 6 | SAP Arena, Mannheim Affluence : 4 067 Arbitrage : Gjeding, Hansen |
| 20 février 2019 19h00 | ×1                 | Rapport | ×1 ×2               | SAP Arena, Mannheim Affluence : 4 067 Arbitrage : Gjeding, Hansen |

| 23 février 2019 19h00 | IFK Kristianstad      | 30-32     | Vardar Skopje       | Kristianstad Arena, Kristianstad Affluence : 3 867 Arbitrage : Brunovský, Čanda |
| 23 février 2019 19h00 | Ólafur Guðmundsson 10 | (17 – 16) | Dainis Krištopāns 8 | Kristianstad Arena, Kristianstad Affluence : 3 867 Arbitrage : Brunovský, Čanda |
| 23 février 2019 19h00 | ×1 ×4                 | Rapport   | ×1 ×2               | Kristianstad Arena, Kristianstad Affluence : 3 867 Arbitrage : Brunovský, Čanda |

| 24 février 2019 17h00 | Veszprém KSE    | 28-20   | HC Meshkov Brest | Veszprém Aréna, Veszprém Affluence : 5 019 Arbitrage : Lah, Sok |
| 24 février 2019 17h00 | trois joueurs 4 | (9-10)  | quatre joueurs 4 | Veszprém Aréna, Veszprém Affluence : 5 019 Arbitrage : Lah, Sok |
| 24 février 2019 17h00 | ×2 ×4           | Rapport | ×4 ×2            | Veszprém Aréna, Veszprém Affluence : 5 019 Arbitrage : Lah, Sok |

| 24 février 2019 19h00 | Montpellier Handball | 28-36     | FC Barcelone  | Sud de France Arena, Montpellier Affluence : 7 500 Arbitrage : Geipel, Helbig |
| 24 février 2019 19h00 | Melvyn Richardson 6  | (12 – 18) | Aleix Gómez 8 | Sud de France Arena, Montpellier Affluence : 7 500 Arbitrage : Geipel, Helbig |
| 24 février 2019 19h00 | ×1 ×3                | Rapport   | ×1 ×2         | Sud de France Arena, Montpellier Affluence : 7 500 Arbitrage : Geipel, Helbig |

| 2 mars 2019 17h30 | Vardar Skopje       | 33 – 27   | Montpellier Handball | Centre sportif Yané Sandanski, Skopje Affluence : 5 000 Arbitrage : Erdoğan, Özdeniz |
| 2 mars 2019 17h30 | Dainis Krištopāns 7 | (16 – 13) | Valentin Porte 5     | Centre sportif Yané Sandanski, Skopje Affluence : 5 000 Arbitrage : Erdoğan, Özdeniz |
| 2 mars 2019 17h30 | ×2                  | Rapport   | ×3 ×2 ×1             | Centre sportif Yané Sandanski, Skopje Affluence : 5 000 Arbitrage : Erdoğan, Özdeniz |

| 2 mars 2019 17h30 | HC Meshkov Brest | 32 – 23   | IFK Kristianstad        | Universal Sports Complex Victoria, Brest Affluence : 3 450 Arbitrage : Baďura, Ondogrecula |
| 2 mars 2019 17h30 | Šime Ivić 6      | (15 – 11) | Stig-Tore Moen Nilsen 4 | Universal Sports Complex Victoria, Brest Affluence : 3 450 Arbitrage : Baďura, Ondogrecula |
| 2 mars 2019 17h30 | ×1 ×4            | Rapport   | ×1 ×3                   | Universal Sports Complex Victoria, Brest Affluence : 3 450 Arbitrage : Baďura, Ondogrecula |

| 2 mars 2019 18h00 | KS Kielce   | 35 – 36   | Veszprém KSE  | Hala Legionów, Kielce Affluence : 4 200 Arbitrage : Nikolić, Stojković |
| 2 mars 2019 18h00 | Blaž Janc 7 | (21 – 18) | Kentin Mahé 8 | Hala Legionów, Kielce Affluence : 4 200 Arbitrage : Nikolić, Stojković |
| 2 mars 2019 18h00 | ×1          | Rapport   | ×2            | Hala Legionów, Kielce Affluence : 4 200 Arbitrage : Nikolić, Stojković |

| 2 mars 2019 19h00 | FC Barcelone            | 30 - 25   | Rhein-Neckar Löwen    | Palau Blaugrana, Barcelone Affluence : 3 033 Arbitrage : Andorka, Hucker |
| 2 mars 2019 19h00 | L. Andersson, Syprzak 5 | (20 – 12) | Kohlbacher, Taleski 6 | Palau Blaugrana, Barcelone Affluence : 3 033 Arbitrage : Andorka, Hucker |
| 2 mars 2019 19h00 | ×1                      | Rapport   | ×2                    | Palau Blaugrana, Barcelone Affluence : 3 033 Arbitrage : Andorka, Hucker |

### Groupe B

#### Classement final
|   | Équipe                 | Pts | J  | G  | N | P  | Bp  | Bc  | Diff |  | Résultats (dom.\ext.)  | PAR   | SZE   | FLE   | NAN   | ZAP   | ZAG   | SKJ   | CEL   |
| - | ---------------------- | --- | -- | -- | - | -- | --- | --- | ---- |  | ---------------------- | ----- | ----- | ----- | ----- | ----- | ----- | ----- | ----- |
| 1 | Paris Saint-Germain    | 26  | 14 | 13 | 0 | 1  | 455 | 385 | 70   |  | Paris Saint-Germain    |       | 33-31 | 29-28 | 35-34 | 31-25 | 33-28 | 38-28 | 33-21 |
| 2 | SC Pick Szeged         | 20  | 14 | 9  | 2 | 3  | 411 | 397 | 14   |  | SC Pick Szeged         | 33-32 |       | 30-28 | 30-28 | 30-29 | 26-26 | 33-33 | 33-24 |
| 3 | SG Flensburg-Handewitt | 15  | 14 | 7  | 1 | 6  | 378 | 370 | 8    |  | SG Flensburg-Handewitt | 20-27 | 27-25 |       | 29-29 | 31-24 | 29-31 | 26-22 | 27-26 |
| 4 | HBC Nantes             | 14  | 14 | 5  | 4 | 5  | 421 | 408 | 13   |  | HBC Nantes             | 31-35 | 29-26 | 31-34 |       | 23-27 | 23-20 | 35-27 | 38-27 |
| 5 | HC Motor Zaporijia     | 11  | 14 | 5  | 1 | 8  | 413 | 412 | 1    |  | Motor Zaporijia        | 29-35 | 31-32 | 28-26 | 30-30 |       | 35-27 | 33-23 | 36-27 |
| 6 | RK Zagreb              | 11  | 14 | 4  | 3 | 7  | 359 | 388 | -29  |  | RK Zagreb              | 21-32 | 23-24 | 21-22 | 27-27 | 27-24 |       | 32-29 | 24-22 |
| 7 | Skjern Håndbold        | 8   | 14 | 3  | 2 | 9  | 398 | 439 | -41  |  | Skjern Håndbold        | 24-26 | 26-29 | 24-31 | 32-34 | 37-33 | 31-31 |       | 35-32 |
| 8 | RK Celje               | 7   | 14 | 3  | 1 | 10 | 380 | 416 | -36  |  | RK Celje               | 32-36 | 28-29 | 23-20 | 29-29 | 33-28 | 30-21 | 26-27 |       |

Légende
- Directement qualifié pour les quarts de finale
- Qualifié pour les huitièmes de finale
- Éliminé (7e et 8e place)

#### Résultats des matchs aller
| 12 septembre 2018 19h00 | HC Motor Zaporijia | 29 – 35   | Paris Saint-Germain | Palais des sports de Iounost, Zaporijia Affluence : 3 500 Arbitrage : Pavićević, Ražnatović |
| 12 septembre 2018 19h00 | Malasinskas 6      | (12 – 17) | Remili 8            | Palais des sports de Iounost, Zaporijia Affluence : 3 500 Arbitrage : Pavićević, Ražnatović |
| 12 septembre 2018 19h00 | ×1 ×4              | Rapport   | ×2 ×1               | Palais des sports de Iounost, Zaporijia Affluence : 3 500 Arbitrage : Pavićević, Ražnatović |

| 16 septembre 2018 17h00 | RK Celje          | 26 – 27   | Skjern Håndbold | Zlatorog Arena, Celje Affluence : 3 567 Arbitrage : Pichon, Reveret |
| 16 septembre 2018 17h00 | Ovniček, Razgor 4 | (13 – 12) | Eggert 8        | Zlatorog Arena, Celje Affluence : 3 567 Arbitrage : Pichon, Reveret |
| 16 septembre 2018 17h00 | ×4                | Rapport   | ×2 ×5           | Zlatorog Arena, Celje Affluence : 3 567 Arbitrage : Pichon, Reveret |

| 16 septembre 2018 19h00 | HBC Nantes | 31 – 34   | SG Flensburg-Handewitt | Palais des sports de Beaulieu, Nantes Affluence : 5 108 Arbitrage : Zotin, Volodkov |
| 16 septembre 2018 19h00 | Rivera 6   | (16 – 18) | Rød 6                  | Palais des sports de Beaulieu, Nantes Affluence : 5 108 Arbitrage : Zotin, Volodkov |
| 16 septembre 2018 19h00 | ×2         | Rapport   | ×3 ×4                  | Palais des sports de Beaulieu, Nantes Affluence : 5 108 Arbitrage : Zotin, Volodkov |

| 16 septembre 2018 20h00 | RK Zagreb | 23 – 24  | SC Pick Szeged | Dvorana Gradski vrt, Osijek Affluence : 3 251 Arbitrage : Mažeika, Gatelis |
| 16 septembre 2018 20h00 | Horvat 8  | (12 – 9) | Källman 6      | Dvorana Gradski vrt, Osijek Affluence : 3 251 Arbitrage : Mažeika, Gatelis |
| 16 septembre 2018 20h00 | ×4 ×2 ×1  | Rapport  | ×3 ×4          | Dvorana Gradski vrt, Osijek Affluence : 3 251 Arbitrage : Mažeika, Gatelis |

| 19 septembre 2018 19h00 | SG Flensburg-Handewitt | 29 – 31   | RK Zagreb | Flens-Arena, Flensbourg Affluence : 3 125 Arbitrage : López, Ramírez |
| 19 septembre 2018 19h00 | Hansen 7               | (16 – 16) | Mandić 8  | Flens-Arena, Flensbourg Affluence : 3 125 Arbitrage : López, Ramírez |
| 19 septembre 2018 19h00 | ×3                     | Rapport   | ×1 ×4     | Flens-Arena, Flensbourg Affluence : 3 125 Arbitrage : López, Ramírez |

| 23 septembre 2018 16h50 | Skjern Håndbold | 37 – 33   | HC Motor Zaporijia        | Skjern Bank Arena, Ringkøbing-Skjern Affluence : 2 457 Arbitrage : Erdoğan, Özdeniz |
| 23 septembre 2018 16h50 | Myrhol 8        | (19 – 14) | Malašinskas, Paczkowski 7 | Skjern Bank Arena, Ringkøbing-Skjern Affluence : 2 457 Arbitrage : Erdoğan, Özdeniz |
| 23 septembre 2018 16h50 | ×1 ×9           | Rapport   | ×2 ×7                     | Skjern Bank Arena, Ringkøbing-Skjern Affluence : 2 457 Arbitrage : Erdoğan, Özdeniz |

| 23 septembre 2018 17h00 | Paris Saint-Germain | 33 – 21   | RK Celje  | Stade Pierre-de-Coubertin, Paris Affluence : 2 780 Arbitrage : Kurtagic, Wetterwik |
| 23 septembre 2018 17h00 | Hansen 7            | (17 – 12) | Nenadić 5 | Stade Pierre-de-Coubertin, Paris Affluence : 2 780 Arbitrage : Kurtagic, Wetterwik |
| 23 septembre 2018 17h00 | ×3 ×2               | Rapport   | ×3 ×2     | Stade Pierre-de-Coubertin, Paris Affluence : 2 780 Arbitrage : Kurtagic, Wetterwik |

| 23 septembre 2018 19h00 | SC Pick Szeged | 30 – 28   | HBC Nantes | Városi Sportcsarnok, Szeged Affluence : 3 200 Arbitrage : Nikolić, Stojković |
| 23 septembre 2018 19h00 | Bodó 8         | (11 – 12) | Lazarov 6  | Városi Sportcsarnok, Szeged Affluence : 3 200 Arbitrage : Nikolić, Stojković |
| 23 septembre 2018 19h00 | ×4 ×5          | Rapport   | ×4         | Városi Sportcsarnok, Szeged Affluence : 3 200 Arbitrage : Nikolić, Stojković |

| 29 septembre 2018 20h00 | RK Zagreb | 21 – 32  | Paris Saint-Germain | Arena Zagreb, Zagreb Affluence : 9 134 Arbitrage : Brunovský, Čanda |
| 29 septembre 2018 20h00 | Horvat 4  | (9 – 15) | L. Karabatic 8      | Arena Zagreb, Zagreb Affluence : 9 134 Arbitrage : Brunovský, Čanda |
| 29 septembre 2018 20h00 | ×4        | Rapport  | ×3 ×1               | Arena Zagreb, Zagreb Affluence : 9 134 Arbitrage : Brunovský, Čanda |

| 30 septembre 2018 17h00 | RK Celje        | 23 – 20   | SG Flensburg-Handewitt | Zlatorog Arena, Celje Affluence : 3 300 Arbitrage : Pandzić, Mosorinski |
| 30 septembre 2018 17h00 | Malus, Razgor 5 | (10 – 11) | Glandorf, Lauge 4      | Zlatorog Arena, Celje Affluence : 3 300 Arbitrage : Pandzić, Mosorinski |
| 30 septembre 2018 17h00 | ×3 ×1           | Rapport   | ×3 ×4                  | Zlatorog Arena, Celje Affluence : 3 300 Arbitrage : Pandzić, Mosorinski |

| 30 septembre 2018 17h00 | HBC Nantes | 35 – 27   | Skjern Håndbold  | Palais des sports de Beaulieu, Nantes Affluence : 5 194 Arbitrage : Vešović, Mitrović |
| 30 septembre 2018 17h00 | Balaguer 7 | (17 – 16) | Eggert, Tangen 7 | Palais des sports de Beaulieu, Nantes Affluence : 5 194 Arbitrage : Vešović, Mitrović |
| 30 septembre 2018 17h00 | ×3 ×4      | Rapport   | ×3 ×4            | Palais des sports de Beaulieu, Nantes Affluence : 5 194 Arbitrage : Vešović, Mitrović |

| 30 septembre 2018 17h00 | HC Motor Zaporijia | 31 – 32   | SC Pick Szeged | Palais des sports de Iounost, Zaporijia Affluence : 3 480 Arbitrage : Leszczyński, Piechota |
| 30 septembre 2018 17h00 | Kozakevych 8       | (13 – 19) | Šoštarič 8     | Palais des sports de Iounost, Zaporijia Affluence : 3 480 Arbitrage : Leszczyński, Piechota |
| 30 septembre 2018 17h00 | ×2 ×4              | Rapport   | ×3             | Palais des sports de Iounost, Zaporijia Affluence : 3 480 Arbitrage : Leszczyński, Piechota |

| 3 octobre 2018 19h00 | SG Flensburg-Handewitt | 31 – 24   | HC Motor Zaporijia | Flens-Arena, Flensbourg Affluence : 3 309 Arbitrage : Baďura, Ondogrecula |
| 3 octobre 2018 19h00 | Rød 7                  | (13 – 11) | Paczkowski 6       | Flens-Arena, Flensbourg Affluence : 3 309 Arbitrage : Baďura, Ondogrecula |
| 3 octobre 2018 19h00 | ×1 ×3                  | Rapport   | ×4 ×6              | Flens-Arena, Flensbourg Affluence : 3 309 Arbitrage : Baďura, Ondogrecula |

| 6 octobre 2018 17h30 | Paris Saint-Germain    | 35 – 34   | HBC Nantes      | Stade Pierre-de-Coubertin, Paris Affluence : 2 400 Arbitrage : Mažeika, Gatelis |
| 6 octobre 2018 17h30 | L. Karabatic, Remili 7 | (19 – 16) | trois joueurs 6 | Stade Pierre-de-Coubertin, Paris Affluence : 2 400 Arbitrage : Mažeika, Gatelis |
| 6 octobre 2018 17h30 | ×2 ×6                  | Rapport   | ×3              | Stade Pierre-de-Coubertin, Paris Affluence : 2 400 Arbitrage : Mažeika, Gatelis |

| 6 octobre 2018 17h30 | SC Pick Szeged     | 33 – 24  | RK Celje         | Városi Sportcsarnok, Szeged Affluence : 3 200 Arbitrage : Covalciuc, Covalciuc |
| 6 octobre 2018 17h30 | Bánhidi, Maqueda 5 | (18 – 8) | Malus, Ovniček 5 | Városi Sportcsarnok, Szeged Affluence : 3 200 Arbitrage : Covalciuc, Covalciuc |
| 6 octobre 2018 17h30 | ×2 ×6              | Rapport  | ×2 ×4            | Városi Sportcsarnok, Szeged Affluence : 3 200 Arbitrage : Covalciuc, Covalciuc |

| 7 octobre 2018 16h50 | Skjern Håndbold | 31 – 31   | RK Zagreb | Skjern Bank Arena, Ringkøbing-Skjern Affluence : 2 589 Arbitrage : Geipel, Helbig |
| 7 octobre 2018 16h50 | Mogensen 6      | (14 – 14) | Burić 7   | Skjern Bank Arena, Ringkøbing-Skjern Affluence : 2 589 Arbitrage : Geipel, Helbig |
| 7 octobre 2018 16h50 | ×3 ×2           | Rapport   | ×2 ×5     | Skjern Bank Arena, Ringkøbing-Skjern Affluence : 2 589 Arbitrage : Geipel, Helbig |

| 14 octobre 2018 16h50 | Skjern Håndbold | 24 – 26   | Paris Saint-Germain | Skjern Bank Arena, Ringkøbing-Skjern Affluence : 7 008 Arbitrage : Santos, Fonseca |
| 14 octobre 2018 16h50 | Mogensen 10     | (10 – 12) | Hansen 8            | Skjern Bank Arena, Ringkøbing-Skjern Affluence : 7 008 Arbitrage : Santos, Fonseca |
| 14 octobre 2018 16h50 | ×3 ×1           | Rapport   | ×4 ×1               | Skjern Bank Arena, Ringkøbing-Skjern Affluence : 7 008 Arbitrage : Santos, Fonseca |

| 14 octobre 2018 17h00 | SC Pick Szeged | 30 – 28   | SG Flensburg-Handewitt | Városi Sportcsarnok, Szeged Affluence : 3 200 Arbitrage : Nikolov, Nachevski |
| 14 octobre 2018 17h00 | Šoštarič 6     | (15 – 14) | Glandorf, Rød 5        | Városi Sportcsarnok, Szeged Affluence : 3 200 Arbitrage : Nikolov, Nachevski |
| 14 octobre 2018 17h00 | ×3 ×2          | Rapport   | ×3 ×2                  | Városi Sportcsarnok, Szeged Affluence : 3 200 Arbitrage : Nikolov, Nachevski |

| 14 octobre 2018 17h00 | HC Motor Zaporijia | 35 – 27   | RK Zagreb         | Palais des sports de Iounost, Zaporijia Affluence : 3 500 Arbitrage : Horáček, Novotný |
| 14 octobre 2018 17h00 | Pukhouski 7        | (17 – 13) | Božić Pavletić 10 | Palais des sports de Iounost, Zaporijia Affluence : 3 500 Arbitrage : Horáček, Novotný |
| 14 octobre 2018 17h00 | ×3 ×2              | Rapport   | ×2 ×1             | Palais des sports de Iounost, Zaporijia Affluence : 3 500 Arbitrage : Horáček, Novotný |

| 14 octobre 2018 19h00 | HBC Nantes | 38 – 27   | RK Celje  | Palais des sports de Beaulieu, Nantes Affluence : 5 332 Arbitrage : Jørum, Kleven |
| 14 octobre 2018 19h00 | Lazarov 7  | (17 – 13) | Vujović 6 | Palais des sports de Beaulieu, Nantes Affluence : 5 332 Arbitrage : Jørum, Kleven |
| 14 octobre 2018 19h00 | ×2 ×3      | Rapport   | ×2 ×7     | Palais des sports de Beaulieu, Nantes Affluence : 5 332 Arbitrage : Jørum, Kleven |

| 3 novembre 2018 17h30 | HBC Nantes | 23 – 20   | RK Zagreb | Palais des sports de Beaulieu, Nantes Affluence : 5 902 Arbitrage : Sondors, Līcis |
| 3 novembre 2018 17h30 | Lazarov 5  | (10 – 11) | Horvat 5  | Palais des sports de Beaulieu, Nantes Affluence : 5 902 Arbitrage : Sondors, Līcis |
| 3 novembre 2018 17h30 | ×2 ×1      | Rapport   | ×4 ×3     | Palais des sports de Beaulieu, Nantes Affluence : 5 902 Arbitrage : Sondors, Līcis |

| 4 novembre 2018 17h00 | RK Celje    | 33 – 28   | HC Motor Zaporijia | Zlatorog Arena, Celje Affluence : 3 900 Arbitrage : Elíasson, Pálsson |
| 4 novembre 2018 17h00 | Accambray 7 | (18 – 14) | Malašinskas 10     | Zlatorog Arena, Celje Affluence : 3 900 Arbitrage : Elíasson, Pálsson |
| 4 novembre 2018 17h00 | ×3 ×5       | Rapport   | ×3 ×5              | Zlatorog Arena, Celje Affluence : 3 900 Arbitrage : Elíasson, Pálsson |

| 4 novembre 2018 17h00 | Paris Saint-Germain | 33 – 31   | Pick Szeged | Stade Pierre-de-Coubertin, Paris Affluence : 2 500 Arbitrage : Geipel, Helbig |
| 4 novembre 2018 17h00 | Gensheimer 9        | (15 – 14) | Bodó 7      | Stade Pierre-de-Coubertin, Paris Affluence : 2 500 Arbitrage : Geipel, Helbig |
| 4 novembre 2018 17h00 | ×3 ×2               | Rapport   | ×2 ×3       | Stade Pierre-de-Coubertin, Paris Affluence : 2 500 Arbitrage : Geipel, Helbig |

| 4 novembre 2018 18h15 | SG Flensburg-Handewitt | 26 – 22   | Skjern Håndbold | Flens-Arena, Flensbourg Affluence : 5 211 Arbitrage : Kurtagic, Wetterwik |
| 4 novembre 2018 18h15 | trois joueurs 5        | (10 – 10) | Tangen 5        | Flens-Arena, Flensbourg Affluence : 5 211 Arbitrage : Kurtagic, Wetterwik |
| 4 novembre 2018 18h15 | ×2 ×1                  | Rapport   | ×3 ×1           | Flens-Arena, Flensbourg Affluence : 5 211 Arbitrage : Kurtagic, Wetterwik |

| 10 novembre 2018 17h30 | Paris Saint-Germain | 29 – 28   | SG Flensburg-Handewitt | Stade Pierre-de-Coubertin, Paris Affluence : 3 300 Arbitrage : Brkic, Jusufhodzic |
| 10 novembre 2018 17h30 | Gensheimer 8        | (12 – 15) | Jeppsson 9             | Stade Pierre-de-Coubertin, Paris Affluence : 3 300 Arbitrage : Brkic, Jusufhodzic |
| 10 novembre 2018 17h30 | ×3 ×1               | Rapport   | ×2                     | Stade Pierre-de-Coubertin, Paris Affluence : 3 300 Arbitrage : Brkic, Jusufhodzic |

| 10 novembre 2018 20h00 | RK Zagreb | 24 – 22  | RK Celje  | Arena Zagreb, Zagreb Affluence : 5 860 Arbitrage : Zotin, Volodkov |
| 10 novembre 2018 20h00 | Horvat 6  | (11 – 9) | Vujović 5 | Arena Zagreb, Zagreb Affluence : 5 860 Arbitrage : Zotin, Volodkov |
| 10 novembre 2018 20h00 | ×3 ×5     | Rapport  | ×3 ×2     | Arena Zagreb, Zagreb Affluence : 5 860 Arbitrage : Zotin, Volodkov |

| 11 novembre 2018 16h50 | Skjern Håndbold | 26 – 29   | Pick Szeged          | Skjern Bank Arena, Ringkøbing-Skjern Affluence : 2 761 Arbitrage : López, Ramírez |
| 11 novembre 2018 16h50 | Eggert 6        | (15 – 14) | Cañellas, Šoštarič 5 | Skjern Bank Arena, Ringkøbing-Skjern Affluence : 2 761 Arbitrage : López, Ramírez |
| 11 novembre 2018 16h50 | ×2 ×5 ×1        | Rapport   | ×1 ×4                | Skjern Bank Arena, Ringkøbing-Skjern Affluence : 2 761 Arbitrage : López, Ramírez |

| 11 novembre 2018 17h00 | HC Motor Zaporijia | 30 – 30   | HBC Nantes | Palais des sports de Iounost, Zaporijia Affluence : 3 500 Arbitrage : Nikolov, Nachevski |
| 11 novembre 2018 17h00 | Kozakevitch 9      | (15 – 14) | Tournat 8  | Palais des sports de Iounost, Zaporijia Affluence : 3 500 Arbitrage : Nikolov, Nachevski |
| 11 novembre 2018 17h00 | ×3 ×2              | Rapport   | ×4 ×3      | Palais des sports de Iounost, Zaporijia Affluence : 3 500 Arbitrage : Nikolov, Nachevski |

#### Classement à l'issue des matchs aller
|   | Équipe                 | Pts | J | G | N | P | Bp  | Bc  | Diff |
| - | ---------------------- | --- | - | - | - | - | --- | --- | ---- |
| 1 | Paris Saint-Germain    | 14  | 7 | 7 | 0 | 0 | 223 | 188 | 35   |
| 2 | SC Pick Szeged         | 12  | 7 | 6 | 0 | 1 | 209 | 193 | 16   |
| 3 | HBC Nantes             | 7   | 7 | 3 | 1 | 3 | 219 | 203 | 16   |
| 4 | SG Flensburg-Handewitt | 6   | 7 | 3 | 0 | 4 | 196 | 190 | 6    |
| 5 | Skjern Håndbold        | 5   | 7 | 2 | 1 | 4 | 194 | 206 | -12  |
| 6 | RK Zagreb              | 5   | 7 | 2 | 1 | 4 | 177 | 196 | -19  |
| 7 | RK Celje               | 4   | 7 | 2 | 0 | 5 | 176 | 203 | -27  |
| 8 | HC Motor Zaporijia     | 3   | 7 | 1 | 1 | 5 | 210 | 225 | -15  |

#### Résultats des matchs retour
| 14 novembre 2018 18h45 | Flensburg-Handewitt | 20 – 27  | Paris Saint-Germain | Flens-Arena, Flensbourg Affluence : 5 223 Arbitrage : Horáček, Novotný |
| 14 novembre 2018 18h45 | Wanne 5             | (9 – 12) | Hansen 6            | Flens-Arena, Flensbourg Affluence : 5 223 Arbitrage : Horáček, Novotný |
| 14 novembre 2018 18h45 | ×3 ×2               | Rapport  | ×1 ×2               | Flens-Arena, Flensbourg Affluence : 5 223 Arbitrage : Horáček, Novotný |

| 18 novembre 2018 17h00 | Pick Szeged     | 33 – 33   | Skjern Håndbold | Városi Sportcsarnok, Szeged Affluence : 3 200 Arbitrage : Brunner, Salah |
| 18 novembre 2018 17h00 | Sigurmannsson 6 | (14 – 15) | Søndergaard 10  | Városi Sportcsarnok, Szeged Affluence : 3 200 Arbitrage : Brunner, Salah |
| 18 novembre 2018 17h00 | ×3 ×2           | Rapport   | ×2 ×7 ×1        | Városi Sportcsarnok, Szeged Affluence : 3 200 Arbitrage : Brunner, Salah |

| 18 novembre 2018 17h00 | RK Celje  | 30 – 21  | RK Zagreb | Zlatorog Arena, Celje Affluence : 5 600 Arbitrage : Erdoğan, Özdeniz |
| 18 novembre 2018 17h00 | Vujović 7 | (10 – 9) | Horvat 5  | Zlatorog Arena, Celje Affluence : 5 600 Arbitrage : Erdoğan, Özdeniz |
| 18 novembre 2018 17h00 | ×3 ×6 ×1  | Rapport  | ×4 ×3     | Zlatorog Arena, Celje Affluence : 5 600 Arbitrage : Erdoğan, Özdeniz |

| 18 novembre 2018 17h00 | HBC Nantes | 23 – 27   | HC Motor Zaporijia | Palais des sports de Beaulieu, Nantes Affluence : 5 902 Arbitrage : Kurtagic, Wetterwik |
| 18 novembre 2018 17h00 | Claire 6   | (13 – 12) | Malašinskas 8      | Palais des sports de Beaulieu, Nantes Affluence : 5 902 Arbitrage : Kurtagic, Wetterwik |
| 18 novembre 2018 17h00 | ×2 ×3      | Rapport   | ×2 ×3              | Palais des sports de Beaulieu, Nantes Affluence : 5 902 Arbitrage : Kurtagic, Wetterwik |

| 24 novembre 2018 17h30 | Pick Szeged      | 33 – 32   | Paris Saint-Germain | Városi Sportcsarnok, Szeged Affluence : 3 200 Arbitrage : Gubica, Milošević |
| 24 novembre 2018 17h30 | Sigurmannsson 11 | (16 – 14) | Remili 8            | Városi Sportcsarnok, Szeged Affluence : 3 200 Arbitrage : Gubica, Milošević |
| 24 novembre 2018 17h30 | ×3 ×5            | Rapport   | ×2 ×4 ×1            | Városi Sportcsarnok, Szeged Affluence : 3 200 Arbitrage : Gubica, Milošević |

| 24 novembre 2018 19h15 | RK Zagreb | 27 – 27   | HBC Nantes      | Arena Zagreb, Zagreb Affluence : 5 273 Arbitrage : Baranowski, Lemanowicz |
| 24 novembre 2018 19h15 | Horvat 8  | (12 – 12) | trois joueurs 5 | Arena Zagreb, Zagreb Affluence : 5 273 Arbitrage : Baranowski, Lemanowicz |
| 24 novembre 2018 19h15 | ×4 ×2     | Rapport   | ×4              | Arena Zagreb, Zagreb Affluence : 5 273 Arbitrage : Baranowski, Lemanowicz |

| 25 novembre 2018 16h50 | Skjern Håndbold | 24 – 31   | Flensburg-Handewitt | Skjern Bank Arena, Ringkøbing-Skjern Affluence : 3 177 Arbitrage : Elíasson, Pálsson |
| 25 novembre 2018 16h50 | Eggert 8        | (13 – 14) | Wanne 6             | Skjern Bank Arena, Ringkøbing-Skjern Affluence : 3 177 Arbitrage : Elíasson, Pálsson |
| 25 novembre 2018 16h50 | ×1 ×2           | Rapport   | ×2 ×4               | Skjern Bank Arena, Ringkøbing-Skjern Affluence : 3 177 Arbitrage : Elíasson, Pálsson |

| 25 novembre 2018 17h00 | HC Motor Zaporijia | 36 – 27   | RK Celje | Palais des sports de Iounost, Zaporijia Affluence : 3 500 Arbitrage : Andorka, Hucker |
| 25 novembre 2018 17h00 | Malašinskas 9      | (18 – 12) | Šarac 4  | Palais des sports de Iounost, Zaporijia Affluence : 3 500 Arbitrage : Andorka, Hucker |
| 25 novembre 2018 17h00 | ×1 ×4              | Rapport   | ×2 ×5    | Palais des sports de Iounost, Zaporijia Affluence : 3 500 Arbitrage : Andorka, Hucker |

| 28 novembre 2018 19h00 | Flensburg-Handewitt | 27 – 25   | Pick Szeged | Flens-Arena, Flensbourg Affluence : 4 304 Arbitrage : Mažeika, Gatelis |
| 28 novembre 2018 19h00 | Jøndal 8            | (14 – 14) | Bodó 5      | Flens-Arena, Flensbourg Affluence : 4 304 Arbitrage : Mažeika, Gatelis |
| 28 novembre 2018 19h00 | ×2 ×3               | Rapport   | ×2 ×4       | Flens-Arena, Flensbourg Affluence : 4 304 Arbitrage : Mažeika, Gatelis |

| 1er décembre 2018 17h00 | RK Zagreb | 27 – 24   | HC Motor Zaporijia      | Varaždin Arena, Varaždin Affluence : 3 126 Arbitrage : Nikolić, Stojković |
| 1er décembre 2018 17h00 | Horvat 8  | (14 – 11) | Paczkowski, Pukhouski 6 | Varaždin Arena, Varaždin Affluence : 3 126 Arbitrage : Nikolić, Stojković |
| 1er décembre 2018 17h00 | ×3 ×6 ×1  | Rapport   | ×4 ×6                   | Varaždin Arena, Varaždin Affluence : 3 126 Arbitrage : Nikolić, Stojković |

| 1er décembre 2018 17h30 | Paris Saint-Germain | 38 – 28   | Skjern Håndbold | Stade Pierre-de-Coubertin, Paris Affluence : 3 600 Arbitrage : Nikolov, Nachevski |
| 1er décembre 2018 17h30 | Gensheimer 9        | (19 – 13) | Tangen 6        | Stade Pierre-de-Coubertin, Paris Affluence : 3 600 Arbitrage : Nikolov, Nachevski |
| 1er décembre 2018 17h30 | ×3 ×1               | Rapport   | ×3 ×1           | Stade Pierre-de-Coubertin, Paris Affluence : 3 600 Arbitrage : Nikolov, Nachevski |

| 2 décembre 2018 17h00 | RK Celje  | 29 – 29   | HBC Nantes  | Zlatorog Arena, Celje Affluence : 4 800 Arbitrage : López, Ramírez |
| 2 décembre 2018 17h00 | Vujović 6 | (15 – 19) | Delecroix 6 | Zlatorog Arena, Celje Affluence : 4 800 Arbitrage : López, Ramírez |
| 2 décembre 2018 17h00 | ×1 ×3     | Rapport   | ×1 ×2       | Zlatorog Arena, Celje Affluence : 4 800 Arbitrage : López, Ramírez |

| 7 février 2019 20h45 | HBC Nantes           | 31 – 35   | Paris Saint-Germain | Palais des sports de Beaulieu, Nantes Affluence : 5 657 Arbitrage : Pavićević, Ražnatović |
| 7 février 2019 20h45 | K. Lazarov, Rivera 6 | (15 – 18) | Luc Abalo 7         | Palais des sports de Beaulieu, Nantes Affluence : 5 657 Arbitrage : Pavićević, Ražnatović |
| 7 février 2019 20h45 | ×2                   | Rapport   | ×2                  | Palais des sports de Beaulieu, Nantes Affluence : 5 657 Arbitrage : Pavićević, Ražnatović |

| 10 février 2019 17h00 | RK Celje            | 28-29     | SC Pick Szeged  | Zlatorog Arena, Celje Arbitrage : Santos, Fonseca |
| 10 février 2019 17h00 | William Accambray 8 | (16 – 18) | Jorge Maqueda 7 | Zlatorog Arena, Celje Arbitrage : Santos, Fonseca |
| 10 février 2019 17h00 | ×2 ×4               | Rapport   | ×3 ×9           | Zlatorog Arena, Celje Arbitrage : Santos, Fonseca |

| 10 février 2019 17h00 | HC Motor Zaporijia | 28 – 26   | SG Flensburg-Handewitt | Palais des sports de Iounost, Zaporijia Affluence : 3 500 Arbitrage : Sondors, Līcis |
| 10 février 2019 17h00 | Barys Pukhouski 9  | (10 – 12) | Rasmus Lauge 6         | Palais des sports de Iounost, Zaporijia Affluence : 3 500 Arbitrage : Sondors, Līcis |
| 10 février 2019 17h00 | ×2 ×4              | Rapport   | ×2 ×4                  | Palais des sports de Iounost, Zaporijia Affluence : 3 500 Arbitrage : Sondors, Līcis |

| 10 février 2019 17h00 | RK Zagreb    | 32 – 29   | Skjern Håndbold | Arena Zagreb, Zagreb Affluence : 3 845 Arbitrage : Horáček, Novotný |
| 10 février 2019 17h00 | Ivan Sršen 9 | (15 – 14) | Bjarte Myrhol 8 | Arena Zagreb, Zagreb Affluence : 3 845 Arbitrage : Horáček, Novotný |
| 10 février 2019 17h00 | ×2 ×3        | Rapport   | ×2 ×3           | Arena Zagreb, Zagreb Affluence : 3 845 Arbitrage : Horáček, Novotný |

| 13 février 2019 19h00 | SG Flensburg-Handewitt | 27-26   | RK Celje         | Flens-Arena, Flensbourg Affluence : 5 025 Arbitrage : Baranowski, Lemanowicz |
| 13 février 2019 19h00 | Hampus Wanne 8         | (16-12) | Branko Vujović 7 | Flens-Arena, Flensbourg Affluence : 5 025 Arbitrage : Baranowski, Lemanowicz |
| 13 février 2019 19h00 | ×3 ×1                  | Rapport | ×3               | Flens-Arena, Flensbourg Affluence : 5 025 Arbitrage : Baranowski, Lemanowicz |

| 17 février 2019 16h50 | Skjern Håndbold | 32-34   | HBC Nantes      | Skjern Bank Arena, Ringkøbing-Skjern Affluence : 2 781 Arbitrage : Zotin, Volodkov |
| 17 février 2019 16h50 | Bjarte Myrhol 8 | (17-15) | Kiril Lazarov 6 | Skjern Bank Arena, Ringkøbing-Skjern Affluence : 2 781 Arbitrage : Zotin, Volodkov |
| 17 février 2019 16h50 | ×3 ×6           | Rapport | ×4              | Skjern Bank Arena, Ringkøbing-Skjern Affluence : 2 781 Arbitrage : Zotin, Volodkov |

| 17 février 2019 17h00 | SC Pick Szeged   | 30-29   | HC Motor Zaporijia | Városi Sportcsarnok, Szeged Affluence : 3 200 Arbitrage : Konjičanin, Konjičanin |
| 17 février 2019 17h00 | Mario Šoštarič 9 | (12-15) | Igor Soroka 8      | Városi Sportcsarnok, Szeged Affluence : 3 200 Arbitrage : Konjičanin, Konjičanin |
| 17 février 2019 17h00 | ×1 ×4            | Rapport | ×3 ×8              | Városi Sportcsarnok, Szeged Affluence : 3 200 Arbitrage : Konjičanin, Konjičanin |

| 17 février 2019 19h00 | Paris Saint-Germain | 33-28   | RK Zagreb       | Stade Pierre-de-Coubertin, Paris Affluence : 3 100 Arbitrage : Elíasson, Pálsson |
| 17 février 2019 19h00 | Uwe Gensheimer 8    | (19-13) | Zlatko Horvat 6 | Stade Pierre-de-Coubertin, Paris Affluence : 3 100 Arbitrage : Elíasson, Pálsson |
| 17 février 2019 19h00 | ×2 ×3 ×1            | Rapport | ×4 ×2           | Stade Pierre-de-Coubertin, Paris Affluence : 3 100 Arbitrage : Elíasson, Pálsson |

| 23 février 2019 17h30 | HBC Nantes      | 29-26   | SC Pick Szeged              | Palais des sports de Beaulieu, Nantes Affluence : 5 902 Arbitrage : Horáček, Novotný |
| 23 février 2019 17h30 | Valero Rivera 8 | (13-11) | Stefán Rafn Sigurmannsson 6 | Palais des sports de Beaulieu, Nantes Affluence : 5 902 Arbitrage : Horáček, Novotný |
| 23 février 2019 17h30 | ×2 ×3           | Rapport | ×1 ×6                       | Palais des sports de Beaulieu, Nantes Affluence : 5 902 Arbitrage : Horáček, Novotný |

| 24 février 2019 17h00 | RK Celje            | 32-36   | Paris Saint-Germain | Zlatorog Arena, Celje Affluence : 5 800 Arbitrage : Jørum, Kleven |
| 24 février 2019 17h00 | William Accambray 8 | (17-17) | Luc Abalo 8         | Zlatorog Arena, Celje Affluence : 5 800 Arbitrage : Jørum, Kleven |
| 24 février 2019 17h00 | ×1                  | Rapport | ×2 ×3               | Zlatorog Arena, Celje Affluence : 5 800 Arbitrage : Jørum, Kleven |

| 24 février 2019 17h00 | RK Zagreb       | 21-22   | SG Flensburg-Handewitt | Arena Zagreb, Zagreb Affluence : 5 800 Arbitrage : Caçador, Nicolau |
| 24 février 2019 17h00 | Zlatko Horvat 5 | (11-9)  | Hampus Wanne 9         | Arena Zagreb, Zagreb Affluence : 5 800 Arbitrage : Caçador, Nicolau |
| 24 février 2019 17h00 | ×3              | Rapport | ×1 ×4                  | Arena Zagreb, Zagreb Affluence : 5 800 Arbitrage : Caçador, Nicolau |

| 24 février 2019 17h00 | HC Motor Zaporijia | 33-23   | Skjern Håndbold | Palais des sports de Iounost, Zaporijia Affluence : 3 650 Arbitrage : Pandzić, Mosorinski |
| 24 février 2019 17h00 | Barys Pukhouski 8  | (13-9)  | Anders Eggert 5 | Palais des sports de Iounost, Zaporijia Affluence : 3 650 Arbitrage : Pandzić, Mosorinski |
| 24 février 2019 17h00 | ×3 ×7              | Rapport | ×3 ×4           | Palais des sports de Iounost, Zaporijia Affluence : 3 650 Arbitrage : Pandzić, Mosorinski |

| 27 février 2019 19h00 | SG Flensburg-Handewitt | 29 – 29   | HBC Nantes      | Flens-Arena, Flensbourg Affluence : 4 724 Arbitrage : Brunner, Salah |
| 27 février 2019 19h00 | Rød, Wanne 5           | (17 – 17) | Valero Rivera 5 | Flens-Arena, Flensbourg Affluence : 4 724 Arbitrage : Brunner, Salah |
| 27 février 2019 19h00 | ×2 ×4                  | Rapport   | ×4              | Flens-Arena, Flensbourg Affluence : 4 724 Arbitrage : Brunner, Salah |

| 3 mars 2019 16h50 | Skjern Håndbold | 35 – 32   | RK Celje     | Skjern Bank Arena, Ringkøbing-Skjern Affluence : 2 498 Arbitrage : Sondors, Līcis |
| 3 mars 2019 16h50 | Bjarte Myrhol 8 | (20 – 14) | Gal Marguč 9 | Skjern Bank Arena, Ringkøbing-Skjern Affluence : 2 498 Arbitrage : Sondors, Līcis |
| 3 mars 2019 16h50 | ×2 ×4           | Rapport   | ×2 ×4        | Skjern Bank Arena, Ringkøbing-Skjern Affluence : 2 498 Arbitrage : Sondors, Līcis |

| 3 mars 2019 17h00 | Paris Saint-Germain | 31 – 25   | HC Motor Zaporijia | Stade Pierre-de-Coubertin, Paris Affluence : 3 200 Arbitrage : Baranowski, Lemanowicz |
| 3 mars 2019 17h00 | Luka Stepančić 9    | (16 – 13) | trois joueurs 5    | Stade Pierre-de-Coubertin, Paris Affluence : 3 200 Arbitrage : Baranowski, Lemanowicz |
| 3 mars 2019 17h00 | ×2                  | Rapport   | ×3 ×6              | Stade Pierre-de-Coubertin, Paris Affluence : 3 200 Arbitrage : Baranowski, Lemanowicz |

| 3 mars 2019 17h00 | SC Pick Szeged | 26 – 26   | RK Zagreb      | Városi Sportcsarnok, Szeged Affluence : 3 200 Arbitrage : Kurtagic, Wetterwik |
| 3 mars 2019 17h00 | Dean Bombač 7  | (14 – 14) | David Mandić 8 | Városi Sportcsarnok, Szeged Affluence : 3 200 Arbitrage : Kurtagic, Wetterwik |
| 3 mars 2019 17h00 | ×2 ×4          | Rapport   | ×2             | Városi Sportcsarnok, Szeged Affluence : 3 200 Arbitrage : Kurtagic, Wetterwik |

## Poules basses
Les deux premières équipes de chaque poule se qualifient pour des demi-finales de qualification en format croisé (premier contre deuxième de l'autre poule) à l'issue desquelles les vainqueurs sont qualifiés pour les huitièmes de finale. Les équipes classées de la 3e à la 6e place sont quant à elles éliminées.

### Groupe C

#### Classement final
|   | Équipe                | Pts | J  | G | N | P | Bp  | Bc  | Diff | Dép |  | Résultats (dom.\ext.) | BJE   | SPO   | PRE   | MED   | BES   | SKO   |
| - | --------------------- | --- | -- | - | - | - | --- | --- | ---- | --- |  | --------------------- | ----- | ----- | ----- | ----- | ----- | ----- |
| 1 | Bjerringbro-Silkeborg | 16  | 10 | 8 | 0 | 2 | 323 | 273 | 50   | /   |  | Bjerringbro-Silkeborg |       | 29-28 | 29-30 | 39-28 | 34-27 | 33-25 |
| 2 | Sporting CP           | 14  | 10 | 7 | 0 | 3 | 304 | 277 | 27   | +1  |  | Sporting CP           | 32-35 |       | 26-28 | 33-31 | 34-28 | 34-26 |
| 3 | HT Tatran Prešov      | 14  | 10 | 7 | 0 | 3 | 278 | 268 | 10   | -1  |  | Tatran Prešov         | 26-24 | 27-30 |       | 27-28 | 27-23 | 30-24 |
| 4 | Medvedi Tchekhov      | 8   | 10 | 4 | 0 | 6 | 280 | 279 | 1    | /   |  | Medvedi Tchekhov      | 24-30 | 22-23 | 38-26 |       | 22-24 | 33-25 |
| 5 | Beşiktaş JK           | 6   | 10 | 3 | 0 | 7 | 255 | 289 | -34  | /   |  | Besiktas JK           | 24-37 | 27-33 | 22-28 | 27-30 |       | 23-22 |
| 6 | RK Metalurg Skopje    | 2   | 10 | 1 | 0 | 9 | 246 | 300 | -54  | /   |  | Metalurg Skopje       | 29-33 | 24-31 | 24-29 | 25-24 | 22-30 |       |

- Qualifié pour les demi-finales de qualification
- Éliminé (3e à la 6e place)

#### Résultats des matchs aller
| 15 septembre 2018 16h00 | Beşiktaş JK     | 22 – 28   | Tatran Prešov      | Recep Topaloğlu Sports Hall, Izmit Affluence : 800 Arbitrage : Brkic, Jusufhodzic |
| 15 septembre 2018 16h00 | Döne, Özbahar 4 | (10 – 13) | Butorac, Lapajne 4 | Recep Topaloğlu Sports Hall, Izmit Affluence : 800 Arbitrage : Brkic, Jusufhodzic |
| 15 septembre 2018 16h00 | ×2 ×3 ×1        | Rapport   | ×2 ×3 ×1           | Recep Topaloğlu Sports Hall, Izmit Affluence : 800 Arbitrage : Brkic, Jusufhodzic |

| 15 septembre 2018 18h30 | Sporting CP | 34 – 26   | Metalurg Skopje | Pavilhão João Rocha, Lisbonne Affluence : 1 043 Arbitrage : Mata, López |
| 15 septembre 2018 18h30 | Chiuffa 6   | (13 – 13) | Tankoski 6      | Pavilhão João Rocha, Lisbonne Affluence : 1 043 Arbitrage : Mata, López |
| 15 septembre 2018 18h30 | ×2          | Rapport   | ×2              | Pavilhão João Rocha, Lisbonne Affluence : 1 043 Arbitrage : Mata, López |

| 16 septembre 2018 15h10 | Bjerringbro-Silkeborg | 39 – 28   | Medvedi Tchekhov | Jyske Bank Boxen, Silkeborg Affluence : 1 632 Arbitrage : Gasmi, Gasmi |
| 16 septembre 2018 15h10 | Hansen 14             | (21 – 16) | Kotov 5          | Jyske Bank Boxen, Silkeborg Affluence : 1 632 Arbitrage : Gasmi, Gasmi |
| 16 septembre 2018 15h10 | ×1 ×3                 | Rapport   | ×1 ×3            | Jyske Bank Boxen, Silkeborg Affluence : 1 632 Arbitrage : Gasmi, Gasmi |

| 22 septembre 2018 16h00 | Medvedi Tchekhov | 22 – 23   | Sporting CP       | Olimpiysky Sport Palace, Tchekhov Affluence : 1 100 Arbitrage : Horváth, Marton |
| 22 septembre 2018 16h00 | Kossorotov 6     | (14 – 10) | Araújo, Chiuffa 4 | Olimpiysky Sport Palace, Tchekhov Affluence : 1 100 Arbitrage : Horváth, Marton |
| 22 septembre 2018 16h00 | ×2 ×6            | Rapport   | ×1 ×6             | Olimpiysky Sport Palace, Tchekhov Affluence : 1 100 Arbitrage : Horváth, Marton |

| 22 septembre 2018 18h00 | Tatran Prešov | 26 – 24   | Bjerringbro-Silkeborg | Tatran Handball Arena, Prešov Affluence : 2 950 Arbitrage : Konjičanin, Konjičanin |
| 22 septembre 2018 18h00 | Lapajne 6     | (12 – 12) | Nielsen 6             | Tatran Handball Arena, Prešov Affluence : 2 950 Arbitrage : Konjičanin, Konjičanin |
| 22 septembre 2018 18h00 | ×1 ×2         | Rapport   | ×3 ×2                 | Tatran Handball Arena, Prešov Affluence : 2 950 Arbitrage : Konjičanin, Konjičanin |

| 23 septembre 2018 17h00 | Metalurg Skopje | 22 – 30   | Beşiktaş JK | Centre sportif Boris-Trajkovski, Skopje Affluence : 1 000 Arbitrage : Baranowski, Lemanowicz |
| 23 septembre 2018 17h00 | Jaganjac 7      | (13 – 14) | Lasica 7    | Centre sportif Boris-Trajkovski, Skopje Affluence : 1 000 Arbitrage : Baranowski, Lemanowicz |
| 23 septembre 2018 17h00 | ×3 ×1           | Rapport   | ×3 ×2       | Centre sportif Boris-Trajkovski, Skopje Affluence : 1 000 Arbitrage : Baranowski, Lemanowicz |

| 29 septembre 2018 15h00 | Medvedi Tchekhov | 22 – 24   | Beşiktaş JK | Olimpiysky Sport Palace, Tchekhov Affluence : 1 100 Arbitrage : Katsikis, Michailidis |
| 29 septembre 2018 15h00 | Kotov 6          | (13 – 12) | Döne 9      | Olimpiysky Sport Palace, Tchekhov Affluence : 1 100 Arbitrage : Katsikis, Michailidis |
| 29 septembre 2018 15h00 | ×2 ×4            | Rapport   | ×2 ×3       | Olimpiysky Sport Palace, Tchekhov Affluence : 1 100 Arbitrage : Katsikis, Michailidis |

| 29 septembre 2018 19h30 | Sporting CP     | 32 – 35   | Bjerringbro-Silkeborg | Pavilhão João Rocha, Lisbonne Affluence : 2 493 Arbitrage : Manea, Iliescu |
| 29 septembre 2018 19h30 | trois joueurs 5 | (14 – 19) | Markussen 9           | Pavilhão João Rocha, Lisbonne Affluence : 2 493 Arbitrage : Manea, Iliescu |
| 29 septembre 2018 19h30 | ×2 ×3           | Rapport   | ×3 ×5                 | Pavilhão João Rocha, Lisbonne Affluence : 2 493 Arbitrage : Manea, Iliescu |

| 30 septembre 2018 17h00 | Metalurg Skopje | 24 – 29   | Tatran Prešov | Centre sportif Yané Sandanski, Skopje Affluence : 2 000 Arbitrage : Leandersson, Lindroos |
| 30 septembre 2018 17h00 | trois joueurs 5 | (12 – 13) | Babić 6       | Centre sportif Yané Sandanski, Skopje Affluence : 2 000 Arbitrage : Leandersson, Lindroos |
| 30 septembre 2018 17h00 | ×3 ×4           | Rapport   | ×3 ×7         | Centre sportif Yané Sandanski, Skopje Affluence : 2 000 Arbitrage : Leandersson, Lindroos |

| 6 octobre 2018 16h00 | Beşiktaş JK | 27 – 33   | Sporting CP | Recep Topaloğlu Sports Hall, Izmit Affluence : 700 Arbitrage : Nabokau, Kulik |
| 6 octobre 2018 16h00 | Pribak 6    | (15 – 18) | Ghionea 8   | Recep Topaloğlu Sports Hall, Izmit Affluence : 700 Arbitrage : Nabokau, Kulik |
| 6 octobre 2018 16h00 | ×3 ×2 ×1    | Rapport   | ×1          | Recep Topaloğlu Sports Hall, Izmit Affluence : 700 Arbitrage : Nabokau, Kulik |

| 6 octobre 2018 18h00 | Tatran Prešov | 27 – 28   | Medvedi Tchekhov  | Tatran Handball Arena, Prešov Affluence : 2 500 Arbitrage : Harabagiu, Stănescu |
| 6 octobre 2018 18h00 | Číp, Hrstka 5 | (13 – 13) | Kotov, Santalov 5 | Tatran Handball Arena, Prešov Affluence : 2 500 Arbitrage : Harabagiu, Stănescu |
| 6 octobre 2018 18h00 | ×3 ×5         | Rapport   | ×3 ×5             | Tatran Handball Arena, Prešov Affluence : 2 500 Arbitrage : Harabagiu, Stănescu |

| 7 octobre 2018 15h10 | Bjerringbro-Silkeborg | 33 – 25   | Metalurg Skopje | Jyske Bank Boxen, Silkeborg Affluence : 1 991 Arbitrage : Herczeg, Südi |
| 7 octobre 2018 15h10 | Hansen 7              | (16 – 14) | Jaganjac 10     | Jyske Bank Boxen, Silkeborg Affluence : 1 991 Arbitrage : Herczeg, Südi |
| 7 octobre 2018 15h10 | ×3 ×5                 | Rapport   | ×2 ×4 ×2        | Jyske Bank Boxen, Silkeborg Affluence : 1 991 Arbitrage : Herczeg, Südi |

| 13 octobre 2018 16h00 | Beşiktaş JK       | 24 – 37   | Bjerringbro-Silkeborg | Recep Topaloğlu Sports Hall, Izmit Affluence : 500 Arbitrage : Simone, Monitillo |
| 13 octobre 2018 16h00 | Özbahar, Pribak 5 | (12 – 22) | Hansen, Lassen 9      | Recep Topaloğlu Sports Hall, Izmit Affluence : 500 Arbitrage : Simone, Monitillo |
| 13 octobre 2018 16h00 | ×3 ×6             | Rapport   | ×1 ×4                 | Recep Topaloğlu Sports Hall, Izmit Affluence : 500 Arbitrage : Simone, Monitillo |

| 13 octobre 2018 16h00 | Medvedi Tchekhov | 33 – 25   | Metalurg Skopje | Olimpiysky Sport Palace, Tchekhov Affluence : 1 100 Arbitrage : Brunner, Salah |
| 13 octobre 2018 16h00 | Santalov 6       | (18 – 13) | Jaganjac 7      | Olimpiysky Sport Palace, Tchekhov Affluence : 1 100 Arbitrage : Brunner, Salah |
| 13 octobre 2018 16h00 | ×2 ×6 ×1         | Rapport   | ×2 ×1           | Olimpiysky Sport Palace, Tchekhov Affluence : 1 100 Arbitrage : Brunner, Salah |

| 13 octobre 2018 18h00 | Tatran Prešov | 27 – 30   | Sporting CP | Tatran Handball Arena, Prešov Affluence : 2 100 Arbitrage : Baranowski, Lemanowicz |
| 13 octobre 2018 18h00 | Butorac 7     | (13 – 15) | Carol 10    | Tatran Handball Arena, Prešov Affluence : 2 100 Arbitrage : Baranowski, Lemanowicz |
| 13 octobre 2018 18h00 | ×3 ×2         | Rapport   | ×3 ×1       | Tatran Handball Arena, Prešov Affluence : 2 100 Arbitrage : Baranowski, Lemanowicz |

| 3 novembre 2018 19h30 | Sporting CP | 26 – 28   | Tatran Prešov | Pavilhão João Rocha, Lisbonne Affluence : 1 292 Arbitrage : Borićić, Marković |
| 3 novembre 2018 19h30 | Ruesga 8    | (11 – 14) | Číp, Rábek 5  | Pavilhão João Rocha, Lisbonne Affluence : 1 292 Arbitrage : Borićić, Marković |
| 3 novembre 2018 19h30 | ×1 ×2       | Rapport   | ×2 ×5         | Pavilhão João Rocha, Lisbonne Affluence : 1 292 Arbitrage : Borićić, Marković |

| 4 novembre 2018 15h10 | Bjerringbro-Silkeborg | 34 – 27   | Beşiktaş JK | Jyske Bank Boxen, Silkeborg Affluence : 1 934 Arbitrage : Leandersson, Lindroos |
| 4 novembre 2018 15h10 | Hansen, Markussen 6   | (16 – 12) | Döne 8      | Jyske Bank Boxen, Silkeborg Affluence : 1 934 Arbitrage : Leandersson, Lindroos |
| 4 novembre 2018 15h10 | ×3 ×7                 | Rapport   | ×2 ×6       | Jyske Bank Boxen, Silkeborg Affluence : 1 934 Arbitrage : Leandersson, Lindroos |

| 4 novembre 2018 17h00 | Metalurg Skopje | 25 – 24   | Medvedi Tchekhov | Centre sportif Boris-Trajkovski, Skopje Affluence : 2 000 Arbitrage : Gousko, Repkin |
| 4 novembre 2018 17h00 | Dimitrioski 5   | (16 – 10) | Maslennikov 7    | Centre sportif Boris-Trajkovski, Skopje Affluence : 2 000 Arbitrage : Gousko, Repkin |
| 4 novembre 2018 17h00 | ×3              | Rapport   | ×3 ×2            | Centre sportif Boris-Trajkovski, Skopje Affluence : 2 000 Arbitrage : Gousko, Repkin |

| 8 novembre 2018 17h00 | Metalurg Skopje | 24 – 31   | Sporting CP      | Centre sportif Boris-Trajkovski, Skopje Affluence : 400 Arbitrage : Bounouara, Sami |
| 8 novembre 2018 17h00 | Dimitrioski 5   | (18 – 17) | Ruesga, Valdés 5 | Centre sportif Boris-Trajkovski, Skopje Affluence : 400 Arbitrage : Bounouara, Sami |
| 8 novembre 2018 17h00 | ×2              | Rapport   | ×1 ×5            | Centre sportif Boris-Trajkovski, Skopje Affluence : 400 Arbitrage : Bounouara, Sami |

| 10 novembre 2018 16h00 | Medvedi Tchekhov | 24 – 30   | Bjerringbro-Silkeborg | Olimpiysky Sport Palace, Tchekhov (ville) Affluence : 1 250 Arbitrage : Panayides, Andreou |
| 10 novembre 2018 16h00 | Santalov 6       | (10 – 16) | N. Nielsen 8          | Olimpiysky Sport Palace, Tchekhov (ville) Affluence : 1 250 Arbitrage : Panayides, Andreou |
| 10 novembre 2018 16h00 | ×3 ×1            | Rapport   | ×2                    | Olimpiysky Sport Palace, Tchekhov (ville) Affluence : 1 250 Arbitrage : Panayides, Andreou |

| 10 novembre 2018 18h00 | Tatran Prešov   | 27 – 23   | Beşiktaş JK | Tatran Handball Arena, Prešov Affluence : 1 920 Arbitrage : Cindrić, Gonzurek |
| 10 novembre 2018 18h00 | trois joueurs 5 | (18 – 11) | Özbahar 8   | Tatran Handball Arena, Prešov Affluence : 1 920 Arbitrage : Cindrić, Gonzurek |
| 10 novembre 2018 18h00 | ×2 ×1           | Rapport   | ×3 ×1       | Tatran Handball Arena, Prešov Affluence : 1 920 Arbitrage : Cindrić, Gonzurek |

#### Classement à l'issue des matchs aller
|   | Équipe                | Pts | J | G | N | P | Bp  | Bc  | Diff |
| - | --------------------- | --- | - | - | - | - | --- | --- | ---- |
| 1 | Bjerringbro-Silkeborg | 12  | 7 | 6 | 0 | 1 | 232 | 186 | 46   |
| 2 | Sporting CP           | 10  | 7 | 5 | 0 | 2 | 209 | 189 | 20   |
| 3 | HT Tatran Prešov      | 10  | 7 | 5 | 0 | 2 | 192 | 177 | 15   |
| 4 | Medvedi Tchekhov      | 4   | 7 | 2 | 0 | 5 | 181 | 193 | -12  |
| 5 | Beşiktaş JK           | 4   | 7 | 2 | 0 | 5 | 177 | 203 | -26  |
| 6 | Metalurg Skopje       | 2   | 7 | 1 | 0 | 6 | 171 | 214 | -43  |

#### Résultats des matchs retour
| 17 novembre 2018 16h00 | Beşiktaş JK | 23 – 22   | Metalurg Skopje | Recep Topaloğlu Sports Hall, Izmit Affluence : 500 Arbitrage : Manea, Iliescu |
| 17 novembre 2018 16h00 | Döne 9      | (12 – 12) | Tankoski 6      | Recep Topaloğlu Sports Hall, Izmit Affluence : 500 Arbitrage : Manea, Iliescu |
| 17 novembre 2018 16h00 | ×3 ×1       | Rapport   | ×2 ×1           | Recep Topaloğlu Sports Hall, Izmit Affluence : 500 Arbitrage : Manea, Iliescu |

| 17 novembre 2018 19h30 | Sporting CP | 33 – 31   | Medvedi Tchekhov | Pavilhão João Rocha, Lisbonne Affluence : 1 153 Arbitrage : Covalciuc, Covalciuc |
| 17 novembre 2018 19h30 | Ruesga 8    | (14 – 12) | Santalov 8       | Pavilhão João Rocha, Lisbonne Affluence : 1 153 Arbitrage : Covalciuc, Covalciuc |
| 17 novembre 2018 19h30 | ×1 ×3       | Rapport   | ×2 ×3            | Pavilhão João Rocha, Lisbonne Affluence : 1 153 Arbitrage : Covalciuc, Covalciuc |

| 18 novembre 2018 13h30 | Bjerringbro-Silkeborg | 29 – 30   | Tatran Prešov | Jyske Bank Boxen, Silkeborg Affluence : 1 931 Arbitrage : Schulze, Tönnies |
| 18 novembre 2018 13h30 | quatre joueurs 7      | (17 – 14) | Butorac 9     | Jyske Bank Boxen, Silkeborg Affluence : 1 931 Arbitrage : Schulze, Tönnies |
| 18 novembre 2018 13h30 | ×3 ×1                 | Rapport   | ×2 ×3         | Jyske Bank Boxen, Silkeborg Affluence : 1 931 Arbitrage : Schulze, Tönnies |

| 24 novembre 2018 16h00 | Medvedi Tchekhov   | 38 – 26   | Tatran Prešov | Olimpiysky Sport Palace, Tchekhov Affluence : 1 100 Arbitrage : Gasmi, Gasmi |
| 24 novembre 2018 16h00 | Kornev, Kuretkov 6 | (19 – 13) | Butorac 7     | Olimpiysky Sport Palace, Tchekhov Affluence : 1 100 Arbitrage : Gasmi, Gasmi |
| 24 novembre 2018 16h00 | ×2 ×3              | Rapport   | ×5 ×1         | Olimpiysky Sport Palace, Tchekhov Affluence : 1 100 Arbitrage : Gasmi, Gasmi |

| 24 novembre 2018 17h30 | Metalurg Skopje | 29 – 33   | Bjerringbro-Silkeborg | Centre sportif Boris-Trajkovski, Skopje Affluence : 900 Arbitrage : Bolic, Hurich |
| 24 novembre 2018 17h30 | Spende 8        | (12 – 15) | Lassen 8              | Centre sportif Boris-Trajkovski, Skopje Affluence : 900 Arbitrage : Bolic, Hurich |
| 24 novembre 2018 17h30 | ×2 ×4           | Rapport   | ×1 ×3                 | Centre sportif Boris-Trajkovski, Skopje Affluence : 900 Arbitrage : Bolic, Hurich |

| 24 novembre 2018 19h30 | Sporting CP | 34 – 28   | Beşiktaş JK | Pavilhão João Rocha, Lisbonne Affluence : 1 520 Arbitrage : Herceg, Südi |
| 24 novembre 2018 19h30 | Ruesga 7    | (20 – 16) | Pribak 10   | Pavilhão João Rocha, Lisbonne Affluence : 1 520 Arbitrage : Herceg, Südi |
| 24 novembre 2018 19h30 | ×2 ×5       | Rapport   | ×3 ×6 ×1    | Pavilhão João Rocha, Lisbonne Affluence : 1 520 Arbitrage : Herceg, Südi |

| 1er décembre 2018 14h00 | Beşiktaş JK | 27 – 30   | Medvedi Tchekhov | Recep Topaloğlu Sports Hall, Izmit Affluence : 1 000 Arbitrage : Schulze, Tönnies |
| 1er décembre 2018 14h00 | Lasica 6    | (17 – 17) | Kossorotov 9     | Recep Topaloğlu Sports Hall, Izmit Affluence : 1 000 Arbitrage : Schulze, Tönnies |
| 1er décembre 2018 14h00 | ×3 ×5       | Rapport   | ×3 ×4            | Recep Topaloğlu Sports Hall, Izmit Affluence : 1 000 Arbitrage : Schulze, Tönnies |

| 1er décembre 2018 19h30 | Tatran Prešov | 30 – 24   | Metalurg Skopje | Tatran Handball Arena, Prešov Affluence : 1 500 Arbitrage : Katsikis, Michailidis |
| 1er décembre 2018 19h30 | Hrstka 8      | (15 – 13) | Pučnik 7        | Tatran Handball Arena, Prešov Affluence : 1 500 Arbitrage : Katsikis, Michailidis |
| 1er décembre 2018 19h30 | ×2            | Rapport   | ×3 ×5           | Tatran Handball Arena, Prešov Affluence : 1 500 Arbitrage : Katsikis, Michailidis |

| 2 décembre 2018 16h50 | Bjerringbro-Silkeborg | 29 – 28   | Sporting CP      | Jyske Bank Boxen, Silkeborg Affluence : 2 012 Arbitrage : Lah, Sok |
| 2 décembre 2018 16h50 | Nielsen 7             | (16 – 16) | quatre joueurs 5 | Jyske Bank Boxen, Silkeborg Affluence : 2 012 Arbitrage : Lah, Sok |
| 2 décembre 2018 16h50 | ×2 ×3                 | Rapport   | ×1 ×7            | Jyske Bank Boxen, Silkeborg Affluence : 2 012 Arbitrage : Lah, Sok |

### Groupe D

#### Classement final
|   | Équipe           | Pts | J  | G | N | P | Bp  | Bc  | Diff | Dép |  | Résultats (dom.\ext.) | BUC   | PLO   | ELV   | LEO   | RII   | THO   |
| - | ---------------- | --- | -- | - | - | - | --- | --- | ---- | --- |  | --------------------- | ----- | ----- | ----- | ----- | ----- | ----- |
| 1 | Dinamo Bucarest  | 14  | 10 | 7 | 0 | 3 | 293 | 280 | 13   | +2  |  | Dinamo Bucarest       |       | 24-21 | 26-24 | 35-30 | 24-22 | 35-34 |
| 2 | Wisła Płock      | 14  | 10 | 7 | 0 | 3 | 278 | 250 | 28   | -2  |  | Wisla Plock           | 29-28 |       | 30-28 | 25-23 | 34-18 | 34-24 |
| 3 | Elverum Handball | 13  | 10 | 6 | 1 | 3 | 278 | 272 | 6    | /   |  | Elverum Håndball      | 29-28 | 28-30 |       | 30-25 | 28-27 | 29-28 |
| 4 | CB Ademar León   | 12  | 10 | 5 | 2 | 3 | 252 | 251 | 1    | /   |  | Ademar León           | 31-28 | 27-24 | 24-24 |       | 23-20 | 24-21 |
| 5 | Riihimäen Cocks  | 6   | 10 | 2 | 2 | 6 | 246 | 269 | -23  | /   |  | Riihimäen Cocks       | 31-32 | 27-26 | 25-28 | 19-19 |       | 31-29 |
| 6 | Wacker Thoune    | 1   | 10 | 0 | 1 | 9 | 268 | 293 | -25  | /   |  | Wacker Thoune         | 29-33 | 23-25 | 29-30 | 25-26 | 26-26 |       |

- Qualifié pour les demi-finales de qualification
- Éliminé (3e à la 6e place)

#### Résultats des matchs aller
| 12 septembre 2018 18h15 | Riihimäen Cocks | 19 – 19   | CB Ademar León | Energia Areena, Vantaa Affluence : 500 Arbitrage : Andorka, Hucker |
| 12 septembre 2018 18h15 | Rönnberg 8      | (13 – 11) | Mošić 5        | Energia Areena, Vantaa Affluence : 500 Arbitrage : Andorka, Hucker |
| 12 septembre 2018 18h15 | ×2 ×1           | Rapport   | ×3             | Energia Areena, Vantaa Affluence : 500 Arbitrage : Andorka, Hucker |

| 12 septembre 2018 19h30 | Dinamo Bucarest | 26 – 24   | Elverum Handball | Sala Polivalentă Dinamo, Bucarest Affluence : 1 500 Arbitrage : Mandák, Rudinský |
| 12 septembre 2018 19h30 | Bannour 5       | (12 – 11) | Sandell 7        | Sala Polivalentă Dinamo, Bucarest Affluence : 1 500 Arbitrage : Mandák, Rudinský |
| 12 septembre 2018 19h30 | ×3 ×2           | Rapport   | ×3               | Sala Polivalentă Dinamo, Bucarest Affluence : 1 500 Arbitrage : Mandák, Rudinský |

| 16 septembre 2018 19h00 | Wisła Płock | 34 – 24   | Wacker Thoune | Orlen Arena, Płock Affluence : 2 150 Arbitrage : Madsen, Mortensen |
| 16 septembre 2018 19h00 | Mlakar 8    | (18 – 13) | Delhees 7     | Orlen Arena, Płock Affluence : 2 150 Arbitrage : Madsen, Mortensen |
| 16 septembre 2018 19h00 | ×2          | Rapport   | ×1 ×3         | Orlen Arena, Płock Affluence : 2 150 Arbitrage : Madsen, Mortensen |

| 20 septembre 2018 20h00 | Wacker Thoune | 26 – 26   | Riihimäen Cocks | Mobiliar Arena, Gümligen Affluence : 520 Arbitrage : Mitrevski, Todorovski |
| 20 septembre 2018 20h00 | Holm, Suter 6 | (11 – 15) | Rönnberg 7      | Mobiliar Arena, Gümligen Affluence : 520 Arbitrage : Mitrevski, Todorovski |
| 20 septembre 2018 20h00 | ×4 ×7         | Rapport   | ×3 ×6           | Mobiliar Arena, Gümligen Affluence : 520 Arbitrage : Mitrevski, Todorovski |

| 22 septembre 2018 19h30 | CB Ademar León  | 31 – 28   | Dinamo Bucarest     | Palais des sports de León, León Affluence : 2 500 Arbitrage : Caçador, Nicolau |
| 22 septembre 2018 19h30 | trois joueurs 5 | (12 – 14) | Gavriloaia, Negru 4 | Palais des sports de León, León Affluence : 2 500 Arbitrage : Caçador, Nicolau |
| 22 septembre 2018 19h30 | ×4 ×3           | Rapport   | ×1 ×5               | Palais des sports de León, León Affluence : 2 500 Arbitrage : Caçador, Nicolau |

| 23 septembre 2018 18h10 | Elverum Handball | 28 – 30   | Wisła Płock | Terningen Arena, Elverum Affluence : 1 972 Arbitrage : Baumgart, Wild |
| 23 septembre 2018 18h10 | Guðjónsson 9     | (15 – 13) | Daszek 6    | Terningen Arena, Elverum Affluence : 1 972 Arbitrage : Baumgart, Wild |
| 23 septembre 2018 18h10 | ×1 ×5            | Rapport   | ×2 ×7       | Terningen Arena, Elverum Affluence : 1 972 Arbitrage : Baumgart, Wild |

| 26 septembre 2018 18h00 | Dinamo Bucarest | 35 – 34   | Wacker Thoune | Sala Polivalentă Dinamo, Bucarest Affluence : 1 100 Arbitrage : Panayides, Andreou |
| 26 septembre 2018 18h00 | Bannour 9       | (19 – 14) | Delhees 10    | Sala Polivalentă Dinamo, Bucarest Affluence : 1 100 Arbitrage : Panayides, Andreou |
| 26 septembre 2018 18h00 | ×2 ×3           | Rapport   | ×3 ×6         | Sala Polivalentă Dinamo, Bucarest Affluence : 1 100 Arbitrage : Panayides, Andreou |

| 26 septembre 2018 19h00 | Wisła Płock | 34 – 18   | Riihimäen Cocks | Orlen Arena, Płock Affluence : 2 050 Arbitrage : Schulze, Tönnies |
| 26 septembre 2018 19h00 | Toledo 8    | (16 – 10) | Tamminen 6      | Orlen Arena, Płock Affluence : 2 050 Arbitrage : Schulze, Tönnies |
| 26 septembre 2018 19h00 | ×2 ×6       | Rapport   | ×3 ×4           | Orlen Arena, Płock Affluence : 2 050 Arbitrage : Schulze, Tönnies |

| 30 septembre 2018 18h10 | Elverum Handball  | 30 – 25   | CB Ademar León | Terningen Arena, Elverum Affluence : 2 096 Arbitrage : Hermann, Madsen |
| 30 septembre 2018 18h10 | Poklar, Sandell 7 | (18 – 13) | Marqués 6      | Terningen Arena, Elverum Affluence : 2 096 Arbitrage : Hermann, Madsen |
| 30 septembre 2018 18h10 | ×3 ×2             | Rapport   | ×3 ×1          | Terningen Arena, Elverum Affluence : 2 096 Arbitrage : Hermann, Madsen |

| 3 octobre 2018 18h15 | Riihimäen Cocks | 31 – 32   | Dinamo Bucarest | Energia Areena, Vantaa Affluence : 550 Arbitrage : Cindrić, Gonzurek |
| 3 octobre 2018 18h15 | Rönnberg 11     | (17 – 15) | Bannour 6       | Energia Areena, Vantaa Affluence : 550 Arbitrage : Cindrić, Gonzurek |
| 3 octobre 2018 18h15 | ×1 ×3           | Rapport   | ×2 ×5           | Energia Areena, Vantaa Affluence : 550 Arbitrage : Cindrić, Gonzurek |

| 6 octobre 2018 17h30 | Wacker Thoune    | 29 – 30   | Elverum Handball | Mobiliar Arena, Gümligen Affluence : 880 Arbitrage : Bolic, Hurich |
| 6 octobre 2018 17h30 | Delhees, Suter 6 | (13 – 16) | Pettersen 6      | Mobiliar Arena, Gümligen Affluence : 880 Arbitrage : Bolic, Hurich |
| 6 octobre 2018 17h30 | ×2 ×7            | Rapport   | ×2               | Mobiliar Arena, Gümligen Affluence : 880 Arbitrage : Bolic, Hurich |

| 6 octobre 2018 19h30 | CB Ademar León | 27 – 24  | Wisła Płock     | Palais des sports de León, León Affluence : 3 000 Arbitrage : Opava, Válek |
| 6 octobre 2018 19h30 | Mošić 9        | (15 – 9) | Sulić, Toledo 5 | Palais des sports de León, León Affluence : 3 000 Arbitrage : Opava, Válek |
| 6 octobre 2018 19h30 | ×2 ×1          | Rapport  | ×3 ×4           | Palais des sports de León, León Affluence : 3 000 Arbitrage : Opava, Válek |

| 13 octobre 2018 17h30 | Wacker Thoune | 25 – 26   | CB Ademar León  | Mobiliar Arena, Gümligen Affluence : 1 220 Arbitrage : Baumgart, Wild |
| 13 octobre 2018 17h30 | Suter 6       | (12 – 15) | trois joueurs 5 | Mobiliar Arena, Gümligen Affluence : 1 220 Arbitrage : Baumgart, Wild |
| 13 octobre 2018 17h30 | ×3            | Rapport   | ×2              | Mobiliar Arena, Gümligen Affluence : 1 220 Arbitrage : Baumgart, Wild |

| 14 octobre 2018 18h10 | Elverum Handball | 28 – 27   | Riihimäen Cocks | Terningen Arena, Elverum Affluence : 1 940 Arbitrage : Kurtagic, Wetterwik |
| 14 octobre 2018 18h10 | Westby 7         | (15 – 14) | Rönnberg 7      | Terningen Arena, Elverum Affluence : 1 940 Arbitrage : Kurtagic, Wetterwik |
| 14 octobre 2018 18h10 | ×3               | Rapport   | ×2              | Terningen Arena, Elverum Affluence : 1 940 Arbitrage : Kurtagic, Wetterwik |

| 14 octobre 2018 21h00 | Dinamo Bucarest | 24 – 21   | Wisła Płock | Sala Polivalentă Dinamo, Bucarest Affluence : 2 326 Arbitrage : Pichon, Reveret |
| 14 octobre 2018 21h00 | Bannour 7       | (13 – 10) | Žabič 5     | Sala Polivalentă Dinamo, Bucarest Affluence : 2 326 Arbitrage : Pichon, Reveret |
| 14 octobre 2018 21h00 | ×2 ×10          | Rapport   | ×2 ×5 ×1    | Sala Polivalentă Dinamo, Bucarest Affluence : 2 326 Arbitrage : Pichon, Reveret |

| 3 novembre 2018 16h00 | Riihimäen Cocks | 25 – 28   | Elverum Handball | Energia Areena, Vantaa Affluence : 600 Arbitrage : Ershov, Pavliukov |
| 3 novembre 2018 16h00 | Tamminen 7      | (12 – 15) | Westby 10        | Energia Areena, Vantaa Affluence : 600 Arbitrage : Ershov, Pavliukov |
| 3 novembre 2018 16h00 | ×2 ×5           | Rapport   | ×2 ×5            | Energia Areena, Vantaa Affluence : 600 Arbitrage : Ershov, Pavliukov |

| 3 novembre 2018 18h00 | Wisła Płock | 29 – 28   | Dinamo Bucarest | Orlen Arena, Płock Affluence : 3 000 Arbitrage : Gasmi, Gasmi |
| 3 novembre 2018 18h00 | Daszek 7    | (14 – 12) | Zulfić 6        | Orlen Arena, Płock Affluence : 3 000 Arbitrage : Gasmi, Gasmi |
| 3 novembre 2018 18h00 | ×2 ×1       | Rapport   | ×2 ×9 ×1        | Orlen Arena, Płock Affluence : 3 000 Arbitrage : Gasmi, Gasmi |

| 3 novembre 2018 20h00 | CB Ademar León | 24 – 21   | Wacker Thoune | Palais des sports de León, León Affluence : 2 550 Arbitrage : Bonifert, Oláh |
| 3 novembre 2018 20h00 | Pešić 5        | (14 – 12) | Wyttenbach 7  | Palais des sports de León, León Affluence : 2 550 Arbitrage : Bonifert, Oláh |
| 3 novembre 2018 20h00 | ×2 ×3          | Rapport   | ×1 ×8 ×1      | Palais des sports de León, León Affluence : 2 550 Arbitrage : Bonifert, Oláh |

| 8 novembre 2018 18h00 | Dinamo Bucarest | 35 – 30   | CB Ademar León | Sala Polivalentă Dinamo, Bucarest Affluence : 1 800 Arbitrage : Konjičanin, Konjičanin |
| 8 novembre 2018 18h00 | Bannour 11      | (18 – 15) | López 11       | Sala Polivalentă Dinamo, Bucarest Affluence : 1 800 Arbitrage : Konjičanin, Konjičanin |
| 8 novembre 2018 18h00 | ×2 ×6           | Rapport   | ×1 ×3          | Sala Polivalentă Dinamo, Bucarest Affluence : 1 800 Arbitrage : Konjičanin, Konjičanin |

| 10 novembre 2018 18h00 | Wisła Płock | 30 – 28   | Elverum Handball | Orlen Arena, Płock Affluence : 3 500 Arbitrage : Mitrevski, Todorovski |
| 10 novembre 2018 18h00 | Mlakar 8    | (17 – 15) | Guðjónsson 7     | Orlen Arena, Płock Affluence : 3 500 Arbitrage : Mitrevski, Todorovski |
| 10 novembre 2018 18h00 | ×4 ×6       | Rapport   | ×2 ×1            | Orlen Arena, Płock Affluence : 3 500 Arbitrage : Mitrevski, Todorovski |

| 11 novembre 2018 15h15 | Riihimäen Cocks | 31 – 29   | Wacker Thoune   | Energia Areena, Vantaa Affluence : 887 Arbitrage : Katsikis, Michailidis |
| 11 novembre 2018 15h15 | Rönnberg 10     | (14 – 18) | trois joueurs 5 | Energia Areena, Vantaa Affluence : 887 Arbitrage : Katsikis, Michailidis |
| 11 novembre 2018 15h15 | ×3 ×6           | Rapport   | ×2 ×5           | Energia Areena, Vantaa Affluence : 887 Arbitrage : Katsikis, Michailidis |

#### Classement à l'issue des matchs aller
|   | Équipe           | Pts | J | G | N | P | Bp  | Bc  | Diff |
| - | ---------------- | --- | - | - | - | - | --- | --- | ---- |
| 1 | Wisła Płock      | 10  | 7 | 5 | 0 | 2 | 202 | 177 | 25   |
| 2 | Dinamo Bucarest  | 10  | 7 | 5 | 0 | 2 | 208 | 200 | 8    |
| 3 | CB Ademar León   | 9   | 7 | 4 | 1 | 2 | 182 | 182 | 0    |
| 4 | Elverum Handball | 8   | 7 | 4 | 0 | 3 | 196 | 192 | 4    |
| 5 | Riihimäen Cocks  | 4   | 7 | 1 | 2 | 4 | 177 | 196 | -19  |
| 6 | Wacker Thoune    | 1   | 7 | 0 | 1 | 6 | 188 | 206 | -18  |

#### Résultats des matchs retour
| 15 novembre 2018 20h00 | Wacker Thoune | 23 – 25   | Wisła Płock | Mobiliar Arena, Gümligen Affluence : 960 Arbitrage : Ershov, Pavliukov |
| 15 novembre 2018 20h00 | Wyttenbach 7  | (13 – 14) | Daszek 5    | Mobiliar Arena, Gümligen Affluence : 960 Arbitrage : Ershov, Pavliukov |
| 15 novembre 2018 20h00 | ×3 ×5         | Rapport   | ×4 ×1       | Mobiliar Arena, Gümligen Affluence : 960 Arbitrage : Ershov, Pavliukov |

| 17 novembre 2018 19h30 | CB Ademar León | 23 – 20   | Riihimäen Cocks | Palais des sports de León, León Affluence : 3 000 Arbitrage : Boričić, Marković |
| 17 novembre 2018 19h30 | Marqués 7      | (14 – 11) | Rönnberg 7      | Palais des sports de León, León Affluence : 3 000 Arbitrage : Boričić, Marković |
| 17 novembre 2018 19h30 | ×2             | Rapport   | ×3              | Palais des sports de León, León Affluence : 3 000 Arbitrage : Boričić, Marković |

| 18 novembre 2018 18:10 | Elverum Handball | 29 – 28   | Dinamo Bucarest      | Terningen Arena, Elverum Affluence : 2 438 Arbitrage : Horváth, Marton |
| 18 novembre 2018 18:10 | Westby 8         | (12 – 15) | Gavriloaia, Zulfić 6 | Terningen Arena, Elverum Affluence : 2 438 Arbitrage : Horváth, Marton |
| 18 novembre 2018 18:10 | ×3 ×4            | Rapport   | ×2 ×7                | Terningen Arena, Elverum Affluence : 2 438 Arbitrage : Horváth, Marton |

| 21 novembre 2018 19h30 | Dinamo Bucarest | 24 – 22   | Riihimäen Cocks | Sala Polivalentă Dinamo, Bucarest Affluence : 2 450 Arbitrage : Baumgart, Wild |
| 21 novembre 2018 19h30 | Descat 7        | (13 – 12) | Rönnberg 9      | Sala Polivalentă Dinamo, Bucarest Affluence : 2 450 Arbitrage : Baumgart, Wild |
| 21 novembre 2018 19h30 | ×1 ×6           | Rapport   | ×3 ×6           | Sala Polivalentă Dinamo, Bucarest Affluence : 2 450 Arbitrage : Baumgart, Wild |

| 24 novembre 2018 16h00 | Wisła Płock | 25 – 23  | CB Ademar León | Orlen Arena, Płock Affluence : 3 800 Arbitrage : Freitas, Carvalho |
| 24 novembre 2018 16h00 | Toledo 7    | (9 – 10) | López 6        | Orlen Arena, Płock Affluence : 3 800 Arbitrage : Freitas, Carvalho |
| 24 novembre 2018 16h00 | ×1 ×4       | Rapport  | ×4 ×1          | Orlen Arena, Płock Affluence : 3 800 Arbitrage : Freitas, Carvalho |

| 25 novembre 2018 18:10 | Elverum Handball | 29 – 28   | Wacker Thoune | Terningen Arena, Elverum Affluence : 2 273 Arbitrage : Mandák, Rudinský |
| 25 novembre 2018 18:10 | Sandell 9        | (15 – 16) | Caspar 5      | Terningen Arena, Elverum Affluence : 2 273 Arbitrage : Mandák, Rudinský |
| 25 novembre 2018 18:10 | ×2 ×4            | Rapport   | ×1 ×7         | Terningen Arena, Elverum Affluence : 2 273 Arbitrage : Mandák, Rudinský |

| 28 novembre 2018 18h15 | Riihimäen Cocks | 27 – 26   | Wisła Płock | Energia Areena, Vantaa Affluence : 400 Arbitrage : Panayides, Andreou |
| 28 novembre 2018 18h15 | Rönnberg 8      | (10 – 15) | Daszek 8    | Energia Areena, Vantaa Affluence : 400 Arbitrage : Panayides, Andreou |
| 28 novembre 2018 18h15 | ×3              | Rapport   | ×3 ×2       | Energia Areena, Vantaa Affluence : 400 Arbitrage : Panayides, Andreou |

| 29 novembre 2018 20h00 | Wacker Thoune | 29 – 33   | Dinamo Bucarest | Mobiliar Arena, Gümligen Affluence : 1 380 Arbitrage : Baďura, Ondogrecula |
| 29 novembre 2018 20h00 | Lanz 6        | (13 – 14) | Bannour 6       | Mobiliar Arena, Gümligen Affluence : 1 380 Arbitrage : Baďura, Ondogrecula |
| 29 novembre 2018 20h00 | ×2 ×4         | Rapport   | ×2 ×4           | Mobiliar Arena, Gümligen Affluence : 1 380 Arbitrage : Baďura, Ondogrecula |

| 1er décembre 2018 20h00 | CB Ademar León | 24 – 24   | Elverum Handball | Palais des sports de León, León Affluence : 2 200 Arbitrage : Brkic, Jusufhodzic |
| 1er décembre 2018 20h00 | Marqués 6      | (14 – 13) | Pettersen 6      | Palais des sports de León, León Affluence : 2 200 Arbitrage : Brkic, Jusufhodzic |
| 1er décembre 2018 20h00 | ×3 ×4          | Rapport   | ×3 ×5            | Palais des sports de León, León Affluence : 2 200 Arbitrage : Brkic, Jusufhodzic |

### Demi-finales de qualification
Le vainqueur de chacune des deux demi-finales de qualification obtient sa qualification pour les huitièmes de finale :
| Match | Club        | Aller      | Aller   | Score total | Retour  | Retour     | Club                  |
| Match | Club        | Date       | Score   | Score total | Score   | Date       | Club                  |
| ----- | ----------- | ---------- | ------- | ----------- | ------- | ---------- | --------------------- |
| K1    | Sporting CP | 23 février | 32 – 31 | 59 – 57     | 27 – 26 | 28 février | Dinamo Bucarest       |
| K2    | Wisła Płock | 23 février | 22 – 26 | 49 – 46     | 27 – 20 | 3 mars     | Bjerringbro-Silkeborg |

Pour les deux confrontations, le match retour a été décisif :
- le Sporting CP, vainqueur d'un but à domicile à l'aller, est allé chercher sa qualification en s'imposant sur la même marge au Dinamo Bucarest ;
- le Wisła Płock, battu de quatre buts à domicile à l'aller et mené de deux buts à la mi-temps au retour, a réalisé une dernière demi-heure exceptionnelle (14-5) pour s'imposer de 7 buts au Danemark et ainsi arracher sa qualification pour les huitièmes de finale :

| 23 février 2019 18h30 | Sporting CP      | 32 – 31   | Dinamo Bucarest   | Pavilhão João Rocha, Lisbonne Affluence : 2 660 Arbitrage : Schulze, Tönnies |
| 23 février 2019 18h30 | Ivan Nikčević 11 | (14 – 14) | Bannour, Descat 6 | Pavilhão João Rocha, Lisbonne Affluence : 2 660 Arbitrage : Schulze, Tönnies |
| 23 février 2019 18h30 | ×2 ×4            | Rapport   | ×2 ×6             | Pavilhão João Rocha, Lisbonne Affluence : 2 660 Arbitrage : Schulze, Tönnies |

| 28 février 2019 20h00 | Dinamo Bucarest     | 26 – 27   | Sporting CP     | Sala Polivalentă Dinamo, Bucarest Affluence : 2 538 Arbitrage : Mažeika, Gatelis |
| 28 février 2019 20h00 | Gavriloaia, Szász 6 | (15 – 11) | Frankis Marzo 7 | Sala Polivalentă Dinamo, Bucarest Affluence : 2 538 Arbitrage : Mažeika, Gatelis |
| 28 février 2019 20h00 | ×3 ×5               | Rapport   | ×3 ×5           | Sala Polivalentă Dinamo, Bucarest Affluence : 2 538 Arbitrage : Mažeika, Gatelis |

Le Sporting CP est qualifié avec un score cumulé de 59 à 57.
| 23 février 2019 18h00 | Wisła Płock          | 22 – 26   | Bjerringbro-Silkeborg | Orlen Arena, Płock Affluence : 3 850 Arbitrage : Herceg, Südi |
| 23 février 2019 18h00 | Krajewski, Racoțea 4 | (14 – 14) | Sebastian Skube 9     | Orlen Arena, Płock Affluence : 3 850 Arbitrage : Herceg, Südi |
| 23 février 2019 18h00 | ×1 ×4                | Rapport   | ×3                    | Orlen Arena, Płock Affluence : 3 850 Arbitrage : Herceg, Südi |

| 3 mars 2019 15h10 | Bjerringbro-Silkeborg | 20 – 27   | Wisła Płock   | Jysk Arena, Silkeborg Affluence : 2 213 Arbitrage : Vešović, Mitrović |
| 3 mars 2019 15h10 | Jesper Nøddesbo 4     | (15 – 13) | Žiga Mlakar 8 | Jysk Arena, Silkeborg Affluence : 2 213 Arbitrage : Vešović, Mitrović |
| 3 mars 2019 15h10 | ×2 ×4                 | Rapport   | ×3 ×5 ×2      | Jysk Arena, Silkeborg Affluence : 2 213 Arbitrage : Vešović, Mitrović |

Le Wisła Płock est qualifié avec un score cumulé de 49 à 46.